# TEC Charleroi
Direcția Charleroi este o parte componentă a Operatorului de Transport din Valonia (fost SRWT), care reprezintă societatea de transport public a Regiunii Valone din Belgia. Sigla operatorului este compusă din literele TEC (abreviere pentru Transport En Commun – în română Transport în comun) afișate cu culoare roșie și conectate printr-o linie verticală de culoare galbenă. Rețeaua Direcției Charleroi, care era compusă în anul 2019 din 81 de linii de autobuz și patru linii de metrou ușor, deservea în acel an 1684 de stații din circa 20 de comune care alcătuiesc zona metropolitană a orașului Charleroi.
Pe 1 martie 2018, guvernul valon a votat fuziunea celor 6 societăți de transport din acel moment (Société Régionale Wallonne du Transport (SRWT) și cele 5 societăți de exploatare) într-o structură unică, Operatorul de Transport din Valonia (OTW). Marca comercială TEC a rămas totuși valabilă.
Sloganul TEC este „TEC, tellement en commun !” (în română TEC, atât de multe în comun!).

## Istoric
TEC Charleroi a fost fondat în 1991, odată cu regionalizarea transporturilor în Belgia. Anterior, STIC (Societatea pentru Transport Intercomunal din Charleroi) gestiona liniile împreună cu SNCV (Societatea Națională a Căilor Ferate Vicinale).
Pe 1 ianuarie 2019 societatea a fost desființată, dar ca urmare a decretului anterior, din 28 martie 2018, prevăzând fuziunea prin absorbție cu Operatorul de Transport din Valonia (OTW), TEC Charleroi a devenit Direcția Charleroi a acestuia.

## Personal
Direcția Charleroi avea 1152 de angajați în anul 2019, din care 664 de șoferi și vatamani.

## Rețea
Rețeaua Direcției Charleroi a OTW este constituită din 4 linii de tramvai pe infrastructură de metrou ușor și 81 de linii de autobuz, din care 72 de linii sunt exploatate direct de TEC. Liniile 99, 108, 109a, 129, 132c, 136d și 156a sunt subcontractate societății Liénard et Cie, iar liniile 365a și 366 societății Picavet et Cie, filiale ale Keolis Belgia.
City-Bus este un autobuz turistic care circulă la Charleroi. El conectează gara Charleroi-Sud, centrele comerciale Shopping Rive Gauche și Ville 2 și depoul de la Genson, situat în nordul orașului, traversând centrul localității.

### Metroul ușor

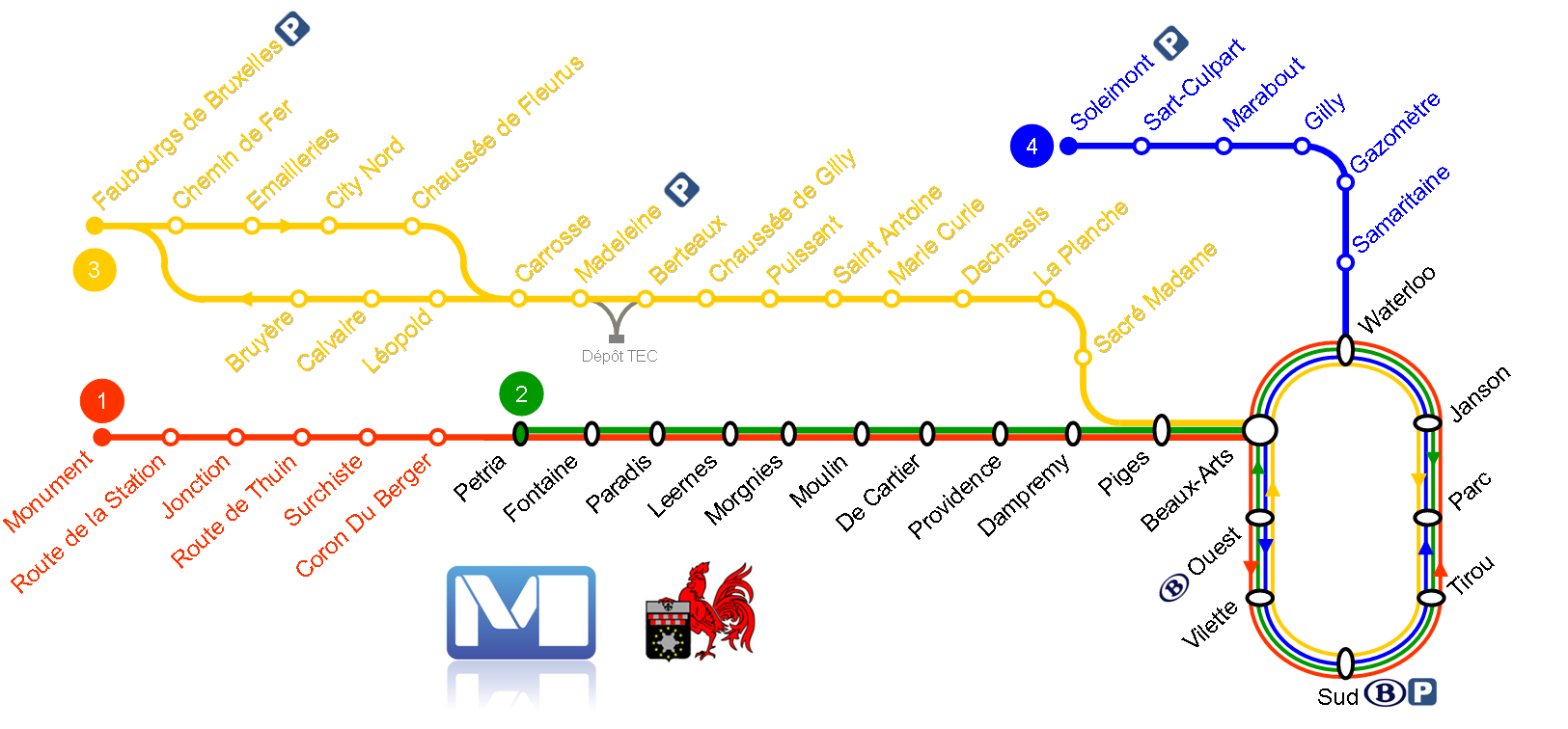
Planul metroului ușor

| Linie | Caracteristici                         | Caracteristici                         | Caracteristici                         | Caracteristici                         | Caracteristici                         | Caracteristici                                       | Caracteristici                         | Caracteristici                         | Caracteristici                         |
| M1 | Linia 1 a metroului ușor din Charleroi | Linia 1 a metroului ușor din Charleroi | Linia 1 a metroului ușor din Charleroi | Linia 1 a metroului ușor din Charleroi | Linia 1 a metroului ușor din Charleroi | Linia 1 a metroului ușor din Charleroi               | Linia 1 a metroului ușor din Charleroi | Linia 1 a metroului ușor din Charleroi | Linia 1 a metroului ușor din Charleroi |
| Charleroi ↔ Anderlues — Monument | Charleroi ↔ Anderlues — Monument       | Charleroi ↔ Anderlues — Monument       | Charleroi ↔ Anderlues — Monument       | Charleroi ↔ Anderlues — Monument       | Charleroi ↔ Anderlues — Monument       | Charleroi ↔ Anderlues — Monument                     | Charleroi ↔ Anderlues — Monument       | Charleroi ↔ Anderlues — Monument       |                                        |
| --- | -------------------------------------- | -------------------------------------- | -------------------------------------- | -------------------------------------- | -------------------------------------- | ---------------------------------------------------- | -------------------------------------- | -------------------------------------- | -------------------------------------- |
| Deschidere / închidere 27 februarie 2012 / – | Lungime 17,3 km                        | Durată 32 min                          | Nr.stații 24                           | Material rulant BN LRV                 | Zile de funcționare Luni – duminică    | Ziua / Seara / Noaptea / Sărbători Da / Nu / Nu / Da | Călători/An 0                          | Operator TEC Charleroi                 |                                        |
| Deservește: - Localități deservite: Charleroi; Fontaine-l'Évêque; Anderlues - Gări deservite: Charleroi-Sud, Charleroi-Vest |                                        |                                        |                                        |                                        |                                        |                                                      |                                        |                                        |                                        |
| Altele: - Interval orar: cu excepția sărbătorilor legale, linia funcționează de luni până vineri între orele 04:47 și 20:10, sâmbăta între 04:47 și 19:47, iar duminica și sărbătorile legale între 06:44 și 19:47. - Frecvență: luni-vineri: 2/h; weekend: 1/h. - Particularități: bucla centrală este circulată în sens invers acelor de ceasornic. Linie simplă de tramvai separată de carosabil între stațiile „Pétria” și „Monument”. - Stații neadaptate persoanelor cu dizabilități locomotorii: - Ultima actualizare: 24 aprilie 2017                                                                                        |                                        |                                        |                                        |                                        |                                        |                                                      |                                        |                                        |                                        |
| M2 | Linia 2 a metroului ușor din Charleroi | Linia 2 a metroului ușor din Charleroi | Linia 2 a metroului ușor din Charleroi | Linia 2 a metroului ușor din Charleroi | Linia 2 a metroului ușor din Charleroi | Linia 2 a metroului ușor din Charleroi               | Linia 2 a metroului ușor din Charleroi | Linia 2 a metroului ușor din Charleroi | Linia 2 a metroului ușor din Charleroi |
| Charleroi ↔ Anderlues — Monument |                                        |                                        |                                        |                                        |                                        |                                                      |                                        |                                        |                                        |
| Deschidere / închidere 27 februarie 2012 / – | Lungime 17,3 km                        | Durată 37 min                          | Nr.stații 24                           | Material rulant BN LRV                 | Zile de funcționare Luni – duminică    | Ziua / Seara / Noaptea / Sărbători Da / Nu / Nu / Da | Călători/An 0                          | Operator TEC Charleroi                 |                                        |
| Deservește: - Localități deservite: Charleroi; Fontaine-l'Évêque; Anderlues - Gări deservite: Charleroi-Sud, Charleroi-Vest |                                        |                                        |                                        |                                        |                                        |                                                      |                                        |                                        |                                        |
| Altele: - Interval orar: cu excepția sărbătorilor legale, linia funcționează de luni până vineri între orele 05:37 și 18:39, sâmbăta între 05:22 și 18:54, iar duminica și sărbătorile legale între 07:14 și 18:54. - Frecvență: luni-vineri: 2/h; weekend: 1/h. - Particularități: bucla centrală este circulată în sensul acelor de ceasornic. Linie simplă de tramvai separată de carosabil între stațiile „Pétria” și „Monument”. - Stații neadaptate persoanelor cu dizabilități locomotorii: - Ultima actualizare: 24 aprilie 2017                                                                                             |                                        |                                        |                                        |                                        |                                        |                                                      |                                        |                                        |                                        |
| M3 | Linia 3 a metroului ușor din Charleroi | Linia 3 a metroului ușor din Charleroi | Linia 3 a metroului ușor din Charleroi | Linia 3 a metroului ușor din Charleroi | Linia 3 a metroului ușor din Charleroi | Linia 3 a metroului ușor din Charleroi               | Linia 3 a metroului ușor din Charleroi | Linia 3 a metroului ușor din Charleroi | Linia 3 a metroului ușor din Charleroi |
| Charleroi ↔ Charleroi — Faubourg de Bruxelles |                                        |                                        |                                        |                                        |                                        |                                                      |                                        |                                        |                                        |
| Deschidere / închidere 22 iunie 2013 / – | Lungime 16,6 km                        | Durată 33 min                          | Nr.stații 27                           | Material rulant BN LRV                 | Zile de funcționare Luni – duminică    | Ziua / Seara / Noaptea / Sărbători Da / Nu / Nu / Da | Călători/An 0                          | Operator TEC Charleroi                 |                                        |
| Deservește: - Localități deservite: Charleroi - Gări deservite: Charleroi-Sud, Charleroi-Vest |                                        |                                        |                                        |                                        |                                        |                                                      |                                        |                                        |                                        |
| Altele: - Interval orar: cu excepția sărbătorilor legale, linia funcționează de luni până vineri între orele 05:06 și 20:01, sâmbăta între 05:22 și 19:56, iar duminica și sărbătorile legale între 05:10 și 20:01. - Frecvență: luni-vineri (în perioada școlară): 6/h; luni-vineri (vacanță): 4/h; sâmbăta: 4/h; duminica și sărbătorile legale: 3/h. - Particularități: bucla centrală este circulată în sensul acelor de ceasornic. Linie de tramvai separată de carosabil între stațiile „Piges” și „Faubourg de Bruxelles”. - Stații neadaptate persoanelor cu dizabilități locomotorii: - Ultima actualizare: 24 aprilie 2017 |                                        |                                        |                                        |                                        |                                        |                                                      |                                        |                                        |                                        |
| M4 | Linia 4 a metroului ușor din Charleroi | Linia 4 a metroului ușor din Charleroi | Linia 4 a metroului ușor din Charleroi | Linia 4 a metroului ușor din Charleroi | Linia 4 a metroului ușor din Charleroi | Linia 4 a metroului ușor din Charleroi               | Linia 4 a metroului ușor din Charleroi | Linia 4 a metroului ușor din Charleroi | Linia 4 a metroului ușor din Charleroi |
| Charleroi ↔ Charleroi — Soleilmont |                                        |                                        |                                        |                                        |                                        |                                                      |                                        |                                        |                                        |
| Deschidere / închidere 27 februarie 2012 / – | Lungime 8,3 km                         | Durată 28 min                          | Nr.stații 14                           | Material rulant BN LRV                 | Zile de funcționare Luni – duminică    | Ziua / Seara / Noaptea / Sărbători Da / Nu / Nu / Da | Călători/An 0                          | Operator TEC Charleroi                 |                                        |
| Deservește: - Localități deservite: Charleroi - Gări deservite: Charleroi-Sud, Charleroi-Vest |                                        |                                        |                                        |                                        |                                        |                                                      |                                        |                                        |                                        |
| Altele: - Interval orar: cu excepția sărbătorilor legale, linia funcționează de luni până vineri între orele 05:04 și 19:42, sâmbăta între 05:04 și 19:42, iar duminica și sărbătorile legale între 05:36 și 19:39. - Frecvență: luni-vineri: 6–12/h; sâmbăta: 6/h; duminica și sărbătorile legale: 4/h. - Particularități: bucla centrală este circulată în sens invers acelor de ceasornic. - Stații neadaptate persoanelor cu dizabilități locomotorii: - Ultima actualizare: 24 aprilie 2017 |                                        |                                        |                                        |                                        |                                        |                                                      |                                        |                                        |                                        |

### Autobuze

#### Linii regulate
| Linie | Caracteristici                                                                       | Caracteristici                                                                       | Caracteristici                                                                       | Caracteristici                                                                                        | Caracteristici                                                                       | Caracteristici                                                                       | Caracteristici                                                                       | Caracteristici                                                                       | Caracteristici                                                                       |
| 1 | Montignies-sur-Sambre Piața Albert I ↔ Montigny-le-Tilleul G.B. Bomerée              | Montignies-sur-Sambre Piața Albert I ↔ Montigny-le-Tilleul G.B. Bomerée              | Montignies-sur-Sambre Piața Albert I ↔ Montigny-le-Tilleul G.B. Bomerée              | Montignies-sur-Sambre Piața Albert I ↔ Montigny-le-Tilleul G.B. Bomerée                               | Montignies-sur-Sambre Piața Albert I ↔ Montigny-le-Tilleul G.B. Bomerée              | Montignies-sur-Sambre Piața Albert I ↔ Montigny-le-Tilleul G.B. Bomerée              | Montignies-sur-Sambre Piața Albert I ↔ Montigny-le-Tilleul G.B. Bomerée              | Montignies-sur-Sambre Piața Albert I ↔ Montigny-le-Tilleul G.B. Bomerée              | Montignies-sur-Sambre Piața Albert I ↔ Montigny-le-Tilleul G.B. Bomerée              |
| --- | ------------------------------------------------------------------------------------ | ------------------------------------------------------------------------------------ | ------------------------------------------------------------------------------------ | --- | ------------------------------------------------------------------------------------ | ------------------------------------------------------------------------------------ | ------------------------------------------------------------------------------------ | ------------------------------------------------------------------------------------ | ------------------------------------------------------------------------------------ |
| Deschidere / închidere – / – | Lungime 16,040 km                                                                    | Durată 40 min                                                                        | Nr.stații 36                                                                         | Material rulant Volvo 7900 Electric Hybrid                                                            | Zile de funcționare Luni – duminică                                                  | Ziua / Seara / Noaptea / Sărbători Da / Da / Nu / Da                                 | Călători/An 0                                                                        | Depouri Jumet Genson                                                                 |                                                                                      |
| Traseu: Montignies-sur-Sambre Piața Albert I – Charleroi-Sud – Marcinelle centru – Montigny-le-Tilleul G.B. Bomerée |                                                                                      |                                                                                      |                                                                                      | |                                                                                      |                                                                                      |                                                                                      |                                                                                      |                                                                                      |
| Altele: |                                                                                      |                                                                                      |                                                                                      | |                                                                                      |                                                                                      |                                                                                      |                                                                                      |                                                                                      |
| 3 | Montignies-sur-Sambre Piața Albert I ↔ Închisoarea Jamioulx                          | Montignies-sur-Sambre Piața Albert I ↔ Închisoarea Jamioulx                          | Montignies-sur-Sambre Piața Albert I ↔ Închisoarea Jamioulx                          | Montignies-sur-Sambre Piața Albert I ↔ Închisoarea Jamioulx                                           | Montignies-sur-Sambre Piața Albert I ↔ Închisoarea Jamioulx                          | Montignies-sur-Sambre Piața Albert I ↔ Închisoarea Jamioulx                          | Montignies-sur-Sambre Piața Albert I ↔ Închisoarea Jamioulx                          | Montignies-sur-Sambre Piața Albert I ↔ Închisoarea Jamioulx                          | Montignies-sur-Sambre Piața Albert I ↔ Închisoarea Jamioulx                          |
| Deschidere / închidere – / – | Lungime 13,277 km                                                                    | Durată 40 min                                                                        | Nr.stații 31                                                                         | Material rulant Volvo 7900 Electric Hybrid                                                            | Zile de funcționare Luni – duminică                                                  | Ziua / Seara / Noaptea / Sărbători Da / Da / Nu / Da                                 | Călători/An 0                                                                        | Depouri Jumet Genson                                                                 |                                                                                      |
| Traseu: Montignies-sur-Sambre Piața Albert I – Charleroi-Sud – Marcinelle centru – Închisoarea Jamioulx |                                                                                      |                                                                                      |                                                                                      | |                                                                                      |                                                                                      |                                                                                      |                                                                                      |                                                                                      |
| Altele: |                                                                                      |                                                                                      |                                                                                      | |                                                                                      |                                                                                      |                                                                                      |                                                                                      |                                                                                      |
| 11 | Jumet Madeleine ↔ Montignies-sur-Sambre Piața Albert I                               | Jumet Madeleine ↔ Montignies-sur-Sambre Piața Albert I                               | Jumet Madeleine ↔ Montignies-sur-Sambre Piața Albert I                               | Jumet Madeleine ↔ Montignies-sur-Sambre Piața Albert I                                                | Jumet Madeleine ↔ Montignies-sur-Sambre Piața Albert I                               | Jumet Madeleine ↔ Montignies-sur-Sambre Piața Albert I                               | Jumet Madeleine ↔ Montignies-sur-Sambre Piața Albert I                               | Jumet Madeleine ↔ Montignies-sur-Sambre Piața Albert I                               | Jumet Madeleine ↔ Montignies-sur-Sambre Piața Albert I                               |
| Deschidere / închidere – / – | Lungime 16,990 km                                                                    | Durată 42 min                                                                        | Nr.stații 39                                                                         | Material rulant —                                                                                     | Zile de funcționare Luni – vineri                                                    | Ziua / Seara / Noaptea / Sărbători Da / Da / Nu / Nu                                 | Călători/An 0                                                                        | Depouri Genson                                                                       |                                                                                      |
| Traseu: Jumet Madeleine – Ransart – Gilly Gazomètre – Montignies-sur-Sambre Piața Albert I |                                                                                      |                                                                                      |                                                                                      | |                                                                                      |                                                                                      |                                                                                      |                                                                                      |                                                                                      |
| Altele: |                                                                                      |                                                                                      |                                                                                      | |                                                                                      |                                                                                      |                                                                                      |                                                                                      |                                                                                      |
| 12 | Gilly Cimitir ↔ Loverval I.M.T.R.                                                    | Gilly Cimitir ↔ Loverval I.M.T.R.                                                    | Gilly Cimitir ↔ Loverval I.M.T.R.                                                    | Gilly Cimitir ↔ Loverval I.M.T.R.                                                                     | Gilly Cimitir ↔ Loverval I.M.T.R.                                                    | Gilly Cimitir ↔ Loverval I.M.T.R.                                                    | Gilly Cimitir ↔ Loverval I.M.T.R.                                                    | Gilly Cimitir ↔ Loverval I.M.T.R.                                                    | Gilly Cimitir ↔ Loverval I.M.T.R.                                                    |
| Deschidere / închidere – / – | Lungime 13,930 km                                                                    | Durată 38 min                                                                        | Nr.stații 36                                                                         | Material rulant —                                                                                     | Zile de funcționare Luni – vineri                                                    | Ziua / Seara / Noaptea / Sărbători Da / Da / Nu / Nu                                 | Călători/An 0                                                                        | Depouri Genson                                                                       |                                                                                      |
| Traseu: Gilly Cimitir – Gilly Gazomètre – Montignies-sur-Sambre Piața Albert I – Couillet Centru – Loverval I.M.T.R. |                                                                                      |                                                                                      |                                                                                      | |                                                                                      |                                                                                      |                                                                                      |                                                                                      |                                                                                      |
| Altele: |                                                                                      |                                                                                      |                                                                                      | |                                                                                      |                                                                                      |                                                                                      |                                                                                      |                                                                                      |
| 12 | Jumet Hamendes ↔ Montignies-sur-Sambre Piața Albert I                                | Jumet Hamendes ↔ Montignies-sur-Sambre Piața Albert I                                | Jumet Hamendes ↔ Montignies-sur-Sambre Piața Albert I                                | Jumet Hamendes ↔ Montignies-sur-Sambre Piața Albert I                                                 | Jumet Hamendes ↔ Montignies-sur-Sambre Piața Albert I                                | Jumet Hamendes ↔ Montignies-sur-Sambre Piața Albert I                                | Jumet Hamendes ↔ Montignies-sur-Sambre Piața Albert I                                | Jumet Hamendes ↔ Montignies-sur-Sambre Piața Albert I                                | Jumet Hamendes ↔ Montignies-sur-Sambre Piața Albert I                                |
| Deschidere / închidere – / – | Lungime 7,432 km                                                                     | Durată 42 min                                                                        | Nr.stații 39                                                                         | Material rulant —                                                                                     | Zile de funcționare Luni – vineri                                                    | Ziua / Seara / Noaptea / Sărbători Da / Da / Nu / Nu                                 | Călători/An 0                                                                        | Depouri Genson                                                                       |                                                                                      |
| Traseu: Jumet Hamendes – Gilly Gazomètre – Montignies-sur-Sambre Piața Albert I |                                                                                      |                                                                                      |                                                                                      | |                                                                                      |                                                                                      |                                                                                      |                                                                                      |                                                                                      |
| Altele: |                                                                                      |                                                                                      |                                                                                      | |                                                                                      |                                                                                      |                                                                                      |                                                                                      |                                                                                      |
| 13 | Charleroi-Sud ↔ Châtelet Justice                                                     | Charleroi-Sud ↔ Châtelet Justice                                                     | Charleroi-Sud ↔ Châtelet Justice                                                     | Charleroi-Sud ↔ Châtelet Justice                                                                      | Charleroi-Sud ↔ Châtelet Justice                                                     | Charleroi-Sud ↔ Châtelet Justice                                                     | Charleroi-Sud ↔ Châtelet Justice                                                     | Charleroi-Sud ↔ Châtelet Justice                                                     | Charleroi-Sud ↔ Châtelet Justice                                                     |
| Deschidere / închidere – / – | Lungime 20,207 km                                                                    | Durată 42 min                                                                        | Nr.stații 45                                                                         | Material rulant Volvo 7900 Electric Hybrid                                                            | Zile de funcționare Luni – sâmbătă                                                   | Ziua / Seara / Noaptea / Sărbători Da / Da / Nu / Nu                                 | Călători/An 0                                                                        | Depouri Genson                                                                       |                                                                                      |
| Traseu: Charleroi-Sud – Couillet Centru – Châtelet – Presles Cité Solaire |                                                                                      |                                                                                      |                                                                                      | |                                                                                      |                                                                                      |                                                                                      |                                                                                      |                                                                                      |
| Altele: |                                                                                      |                                                                                      |                                                                                      | |                                                                                      |                                                                                      |                                                                                      |                                                                                      |                                                                                      |
| 14 | Charleroi-Sud ↔ Gilly Gazomètre                                                      | Charleroi-Sud ↔ Gilly Gazomètre                                                      | Charleroi-Sud ↔ Gilly Gazomètre                                                      | Charleroi-Sud ↔ Gilly Gazomètre                                                                       | Charleroi-Sud ↔ Gilly Gazomètre                                                      | Charleroi-Sud ↔ Gilly Gazomètre                                                      | Charleroi-Sud ↔ Gilly Gazomètre                                                      | Charleroi-Sud ↔ Gilly Gazomètre                                                      | Charleroi-Sud ↔ Gilly Gazomètre                                                      |
| Deschidere / închidere – / – | Lungime 20,207 km                                                                    | Durată 42 min                                                                        | Nr.stații 45                                                                         | Material rulant Volvo 7900 Electric Hybrid                                                            | Zile de funcționare Luni – duminică                                                  | Ziua / Seara / Noaptea / Sărbători Da / Nu / Nu / Nu                                 | Călători/An 0                                                                        | Depouri Genson                                                                       |                                                                                      |
| Traseu: Charleroi-Sud – Couillet Centru – Bouffioulx – Gilly Gazomètre |                                                                                      |                                                                                      |                                                                                      | |                                                                                      |                                                                                      |                                                                                      |                                                                                      |                                                                                      |
| Altele: |                                                                                      |                                                                                      |                                                                                      | |                                                                                      |                                                                                      |                                                                                      |                                                                                      |                                                                                      |
| 17 | Fleurus ↔ Châtelet                                                                   | Fleurus ↔ Châtelet                                                                   | Fleurus ↔ Châtelet                                                                   | Fleurus ↔ Châtelet                                                                                    | Fleurus ↔ Châtelet                                                                   | Fleurus ↔ Châtelet                                                                   | Fleurus ↔ Châtelet                                                                   | Fleurus ↔ Châtelet                                                                   | Fleurus ↔ Châtelet                                                                   |
| Deschidere / închidere – / – | Lungime 25,042 km                                                                    | Durată 51 min                                                                        | Nr.stații 51                                                                         | Material rulant —                                                                                     | Zile de funcționare Luni – duminică                                                  | Ziua / Seara / Noaptea / Sărbători Da / Nu / Nu / Da                                 | Călători/An 0                                                                        | Depouri Genson                                                                       |                                                                                      |
| Traseu: Fleurus – Wanfercée-Baulet – Bouffioulx – Gilly Soleilmont – Châtelet |                                                                                      |                                                                                      |                                                                                      | |                                                                                      |                                                                                      |                                                                                      |                                                                                      |                                                                                      |
| Altele: |                                                                                      |                                                                                      |                                                                                      | |                                                                                      |                                                                                      |                                                                                      |                                                                                      |                                                                                      |
| 18 | Jumet Depou ↔ Châtelet                                                               | Jumet Depou ↔ Châtelet                                                               | Jumet Depou ↔ Châtelet                                                               | Jumet Depou ↔ Châtelet                                                                                | Jumet Depou ↔ Châtelet                                                               | Jumet Depou ↔ Châtelet                                                               | Jumet Depou ↔ Châtelet                                                               | Jumet Depou ↔ Châtelet                                                               | Jumet Depou ↔ Châtelet                                                               |
| Deschidere / închidere – / – | Lungime 18,483 km                                                                    | Durată 51 min                                                                        | Nr.stații 51                                                                         | Material rulant Vanhool New A330 VDL–Jonckheere Citea Volvo 7900 Electric Hybrid                      | Zile de funcționare Luni – duminică                                                  | Ziua / Seara / Noaptea / Sărbători Da / Da / Nu / Da                                 | Călători/An 0                                                                        | Depouri Genson                                                                       |                                                                                      |
| Traseu: Jumet Depou TEC – Charleroi-Sud – Couillet Centru – Châtelet Cité Chavepeyer |                                                                                      |                                                                                      |                                                                                      | |                                                                                      |                                                                                      |                                                                                      |                                                                                      |                                                                                      |
| Altele: |                                                                                      |                                                                                      |                                                                                      | |                                                                                      |                                                                                      |                                                                                      |                                                                                      |                                                                                      |
| 19 | Charleroi-Sud ↔ Loverval terminus parțial / Gerpinnes Centru                         | Charleroi-Sud ↔ Loverval terminus parțial / Gerpinnes Centru                         | Charleroi-Sud ↔ Loverval terminus parțial / Gerpinnes Centru                         | Charleroi-Sud ↔ Loverval terminus parțial / Gerpinnes Centru                                          | Charleroi-Sud ↔ Loverval terminus parțial / Gerpinnes Centru                         | Charleroi-Sud ↔ Loverval terminus parțial / Gerpinnes Centru                         | Charleroi-Sud ↔ Loverval terminus parțial / Gerpinnes Centru                         | Charleroi-Sud ↔ Loverval terminus parțial / Gerpinnes Centru                         | Charleroi-Sud ↔ Loverval terminus parțial / Gerpinnes Centru                         |
| Deschidere / închidere 27 februarie 2012 / – | Lungime 21,388 km                                                                    | Durată 39 min                                                                        | Nr.stații 38                                                                         | Material rulant Irisbus Agora Vanhool A500/2 Volvo 7900 Electric Hybrid                               | Zile de funcționare Luni – duminică                                                  | Ziua / Seara / Noaptea / Sărbători Da / Da / Nu / Da                                 | Călători/An 0                                                                        | Depouri Genson                                                                       |                                                                                      |
| Traseu: Charleroi-Sud – Loverval / Nalinnes – Gerpinnes Centru |                                                                                      |                                                                                      |                                                                                      | |                                                                                      |                                                                                      |                                                                                      |                                                                                      |                                                                                      |
| Altele: • Ziua, o cursă din două se termină la Loverval. După ora 20:00 și duminicile, linia este parcursă doar parțial (până la Loverval). În restul timpului este parcurs tot traseul liniei, până la Gerpinnes. |                                                                                      |                                                                                      |                                                                                      | |                                                                                      |                                                                                      |                                                                                      |                                                                                      |                                                                                      |
| 20 | Charleroi-Sud ↔ Loverval I.M.T.R. terminus parțial / Gerpinnes Centru                | Charleroi-Sud ↔ Loverval I.M.T.R. terminus parțial / Gerpinnes Centru                | Charleroi-Sud ↔ Loverval I.M.T.R. terminus parțial / Gerpinnes Centru                | Charleroi-Sud ↔ Loverval I.M.T.R. terminus parțial / Gerpinnes Centru                                 | Charleroi-Sud ↔ Loverval I.M.T.R. terminus parțial / Gerpinnes Centru                | Charleroi-Sud ↔ Loverval I.M.T.R. terminus parțial / Gerpinnes Centru                | Charleroi-Sud ↔ Loverval I.M.T.R. terminus parțial / Gerpinnes Centru                | Charleroi-Sud ↔ Loverval I.M.T.R. terminus parțial / Gerpinnes Centru                | Charleroi-Sud ↔ Loverval I.M.T.R. terminus parțial / Gerpinnes Centru                |
| Deschidere / închidere 27 februarie 2012 / – | Lungime 19,712 km                                                                    | Durată 39 min                                                                        | Nr.stații 39                                                                         | Material rulant Irisbus Agora Vanhool A500/2 Volvo 7900 Electric Hybrid                               | Zile de funcționare Luni – duminică                                                  | Ziua / Seara / Noaptea / Sărbători Da / Da / Nu / Da                                 | Călători/An 0                                                                        | Depouri Genson                                                                       |                                                                                      |
| Traseu: Charleroi-Sud – Loverval I.M.T.R. – Bouffioulx – Joncret – Gerpinnes Centru |                                                                                      |                                                                                      |                                                                                      | |                                                                                      |                                                                                      |                                                                                      |                                                                                      |                                                                                      |
| Altele: • Majoritatea curselor se termină la Loverval I.M.T.R. În perioada școlară și la orele de vârf, trei curse parcurg tot traseul liniei, până la Gerpinnes. |                                                                                      |                                                                                      |                                                                                      | |                                                                                      |                                                                                      |                                                                                      |                                                                                      |                                                                                      |
| 21 | Charleroi-Sud ↔ Marcinelle Hublinbu                                                  | Charleroi-Sud ↔ Marcinelle Hublinbu                                                  | Charleroi-Sud ↔ Marcinelle Hublinbu                                                  | Charleroi-Sud ↔ Marcinelle Hublinbu                                                                   | Charleroi-Sud ↔ Marcinelle Hublinbu                                                  | Charleroi-Sud ↔ Marcinelle Hublinbu                                                  | Charleroi-Sud ↔ Marcinelle Hublinbu                                                  | Charleroi-Sud ↔ Marcinelle Hublinbu                                                  | Charleroi-Sud ↔ Marcinelle Hublinbu                                                  |
| Deschidere / închidere – / – | Lungime 5,530 km                                                                     | Durată 15 min                                                                        | Nr.stații 16                                                                         | Material rulant Volvo 7900 Electric Hybrid                                                            | Zile de funcționare Luni – duminică                                                  | Ziua / Seara / Noaptea / Sărbători Da / Nu / Nu / Da                                 | Călători/An 0                                                                        | Depouri Genson                                                                       |                                                                                      |
| Traseu: Charleroi-Sud – Marcinelle Hublinbu |                                                                                      |                                                                                      |                                                                                      | |                                                                                      |                                                                                      |                                                                                      |                                                                                      |                                                                                      |
| Altele: • Linie parcursă o dată pe oră în zilele lucrătoare și o dată la două ore în week-end și în iulie–august. |                                                                                      |                                                                                      |                                                                                      | |                                                                                      |                                                                                      |                                                                                      |                                                                                      |                                                                                      |
| 25 | Charleroi-Sud ↔ Gilly Soleilmont / Châtelineau Piața Destrée terminus după ora 20:00 | Charleroi-Sud ↔ Gilly Soleilmont / Châtelineau Piața Destrée terminus după ora 20:00 | Charleroi-Sud ↔ Gilly Soleilmont / Châtelineau Piața Destrée terminus după ora 20:00 | Charleroi-Sud ↔ Gilly Soleilmont / Châtelineau Piața Destrée terminus după ora 20:00                  | Charleroi-Sud ↔ Gilly Soleilmont / Châtelineau Piața Destrée terminus după ora 20:00 | Charleroi-Sud ↔ Gilly Soleilmont / Châtelineau Piața Destrée terminus după ora 20:00 | Charleroi-Sud ↔ Gilly Soleilmont / Châtelineau Piața Destrée terminus după ora 20:00 | Charleroi-Sud ↔ Gilly Soleilmont / Châtelineau Piața Destrée terminus după ora 20:00 | Charleroi-Sud ↔ Gilly Soleilmont / Châtelineau Piața Destrée terminus după ora 20:00 |
| Deschidere / închidere – / – | Lungime 14,311 km                                                                    | Durată 31 min                                                                        | Nr.stații 32                                                                         | Material rulant Volvo 7900 Electric Hybrid                                                            | Zile de funcționare Luni – duminică                                                  | Ziua / Seara / Noaptea / Sărbători Da / Da / Nu / Da                                 | Călători/An 0                                                                        | Depouri Genson                                                                       |                                                                                      |
| Traseu: Charleroi-Sud – Châtelineau Cora, Piața Destrée – Gilly Soleilmont |                                                                                      |                                                                                      |                                                                                      | |                                                                                      |                                                                                      |                                                                                      |                                                                                      |                                                                                      |
| Altele: • După ora 20:00, stația terminus est a liniei este Piața Destrée din Châtelineau. |                                                                                      |                                                                                      |                                                                                      | |                                                                                      |                                                                                      |                                                                                      |                                                                                      |                                                                                      |
| 28 | Châtelineau SNCB ↔ Jumet Madeleine                                                   | Châtelineau SNCB ↔ Jumet Madeleine                                                   | Châtelineau SNCB ↔ Jumet Madeleine                                                   | Châtelineau SNCB ↔ Jumet Madeleine                                                                    | Châtelineau SNCB ↔ Jumet Madeleine                                                   | Châtelineau SNCB ↔ Jumet Madeleine                                                   | Châtelineau SNCB ↔ Jumet Madeleine                                                   | Châtelineau SNCB ↔ Jumet Madeleine                                                   | Châtelineau SNCB ↔ Jumet Madeleine                                                   |
| Deschidere / închidere – / – | Lungime 19,573 km                                                                    | Durată 41 min                                                                        | Nr.stații 36                                                                         | Material rulant Volvo 7900 Electric Hybrid                                                            | Zile de funcționare Luni – duminică                                                  | Ziua / Seara / Noaptea / Sărbători Da / Da / Nu / Da                                 | Călători/An 0                                                                        | Depouri Jumet Genson                                                                 |                                                                                      |
| Traseu: Châtelineau – Châtelineau Cora – Gilly Metrou – Ransart – Jumet Madeleine |                                                                                      |                                                                                      |                                                                                      | |                                                                                      |                                                                                      |                                                                                      |                                                                                      |                                                                                      |
| Altele: |                                                                                      |                                                                                      |                                                                                      | |                                                                                      |                                                                                      |                                                                                      |                                                                                      |                                                                                      |
| 29 | Châtelineau SNCB ↔ Gosselies Athénée                                                 | Châtelineau SNCB ↔ Gosselies Athénée                                                 | Châtelineau SNCB ↔ Gosselies Athénée                                                 | Châtelineau SNCB ↔ Gosselies Athénée                                                                  | Châtelineau SNCB ↔ Gosselies Athénée                                                 | Châtelineau SNCB ↔ Gosselies Athénée                                                 | Châtelineau SNCB ↔ Gosselies Athénée                                                 | Châtelineau SNCB ↔ Gosselies Athénée                                                 | Châtelineau SNCB ↔ Gosselies Athénée                                                 |
| Deschidere / închidere 1 mai 2015 / – | Lungime 19,573 km                                                                    | Durată 54 min                                                                        | Nr.stații 41                                                                         | Material rulant Volvo 7900 Electric Hybrid                                                            | Zile de funcționare Luni – vineri                                                    | Ziua / Seara / Noaptea / Sărbători Da / Nu / Nu / Nu                                 | Călători/An 0                                                                        | Depouri Genson                                                                       |                                                                                      |
| Traseu: Châtelineau SNCB, Cora – Gilly Metrou – Ransart – Gosselies Athénée |                                                                                      |                                                                                      |                                                                                      | |                                                                                      |                                                                                      |                                                                                      |                                                                                      |                                                                                      |
| Altele: • Nu circulă decât în timpul anului școlar. |                                                                                      |                                                                                      |                                                                                      | |                                                                                      |                                                                                      |                                                                                      |                                                                                      |                                                                                      |
| 35 | Charleroi-Sud ↔ Farciennes Piață                                                     | Charleroi-Sud ↔ Farciennes Piață                                                     | Charleroi-Sud ↔ Farciennes Piață                                                     | Charleroi-Sud ↔ Farciennes Piață                                                                      | Charleroi-Sud ↔ Farciennes Piață                                                     | Charleroi-Sud ↔ Farciennes Piață                                                     | Charleroi-Sud ↔ Farciennes Piață                                                     | Charleroi-Sud ↔ Farciennes Piață                                                     | Charleroi-Sud ↔ Farciennes Piață                                                     |
| Deschidere / închidere – / – | Lungime 12,690 km                                                                    | Durată 31 min                                                                        | Nr.stații 33                                                                         | Material rulant Volvo 7900 Electric Hybrid                                                            | Zile de funcționare Luni – duminică                                                  | Ziua / Seara / Noaptea / Sărbători Da / Da / Nu / Da                                 | Călători/An 0                                                                        | Depouri Genson                                                                       |                                                                                      |
| Traseu: Charleroi-Sud – Châtelineau Cora – Farciennes |                                                                                      |                                                                                      |                                                                                      | |                                                                                      |                                                                                      |                                                                                      |                                                                                      |                                                                                      |
| Altele: |                                                                                      |                                                                                      |                                                                                      | |                                                                                      |                                                                                      |                                                                                      |                                                                                      |                                                                                      |
| 41 | Charleroi Beaux-Arts ↔ Jumet Madeleine                                               | Charleroi Beaux-Arts ↔ Jumet Madeleine                                               | Charleroi Beaux-Arts ↔ Jumet Madeleine                                               | Charleroi Beaux-Arts ↔ Jumet Madeleine                                                                | Charleroi Beaux-Arts ↔ Jumet Madeleine                                               | Charleroi Beaux-Arts ↔ Jumet Madeleine                                               | Charleroi Beaux-Arts ↔ Jumet Madeleine                                               | Charleroi Beaux-Arts ↔ Jumet Madeleine                                               | Charleroi Beaux-Arts ↔ Jumet Madeleine                                               |
| Deschidere / închidere 22 iunie 2013 / – | Lungime 18,381 km                                                                    | Durată 55 min                                                                        | Nr.stații 41                                                                         | Material rulant Volvo 7900 Electric Hybrid                                                            | Zile de funcționare Luni – duminică                                                  | Ziua / Seara / Noaptea / Sărbători Da / Da / Nu / Da                                 | Călători/An 0                                                                        | Depouri Jumet Anderlues                                                              |                                                                                      |
| Traseu: Charleroi Beaux-Arts – Lodelinsart – Roux – Courcelles – Gosselies – Jumet Madeleine |                                                                                      |                                                                                      |                                                                                      | |                                                                                      |                                                                                      |                                                                                      |                                                                                      |                                                                                      |
| Altele: • Exista și înainte de 22 iunie 2013 sub forma unei linii cu traseu circular. Linia în sens invers era 42. |                                                                                      |                                                                                      |                                                                                      | |                                                                                      |                                                                                      |                                                                                      |                                                                                      |                                                                                      |
| 43 / 83 | Charleroi-Sud ↔ Charleroi-Sud                                                        | Charleroi-Sud ↔ Charleroi-Sud                                                        | Charleroi-Sud ↔ Charleroi-Sud                                                        | Charleroi-Sud ↔ Charleroi-Sud                                                                         | Charleroi-Sud ↔ Charleroi-Sud                                                        | Charleroi-Sud ↔ Charleroi-Sud                                                        | Charleroi-Sud ↔ Charleroi-Sud                                                        | Charleroi-Sud ↔ Charleroi-Sud                                                        | Charleroi-Sud ↔ Charleroi-Sud                                                        |
| Deschidere / închidere – / – | Lungime 19,845 km                                                                    | Durată 76 min                                                                        | Nr.stații 82                                                                         | Material rulant VDL-Jonckheere Citea                                                                  | Zile de funcționare Luni – duminică                                                  | Ziua / Seara / Noaptea / Sărbători Da / Da / Nu / Da                                 | Călători/An 0                                                                        | Depouri Jumet                                                                        |                                                                                      |
| Traseu: Charleroi-Sud – Marchienne-au-Pont – Roux – Trazegnies – Courcelles – Monceau-sur-Sambre – Charleroi-Sud |                                                                                      |                                                                                      |                                                                                      | |                                                                                      |                                                                                      |                                                                                      |                                                                                      |                                                                                      |
| Altele: • Traseul dus este parcurs de linia 43. Traseul întors este parcurs de linia 83. |                                                                                      |                                                                                      |                                                                                      | |                                                                                      |                                                                                      |                                                                                      |                                                                                      |                                                                                      |
| 50 | Charleroi Beaux-Arts ↔ Luttre                                                        | Charleroi Beaux-Arts ↔ Luttre                                                        | Charleroi Beaux-Arts ↔ Luttre                                                        | Charleroi Beaux-Arts ↔ Luttre                                                                         | Charleroi Beaux-Arts ↔ Luttre                                                        | Charleroi Beaux-Arts ↔ Luttre                                                        | Charleroi Beaux-Arts ↔ Luttre                                                        | Charleroi Beaux-Arts ↔ Luttre                                                        | Charleroi Beaux-Arts ↔ Luttre                                                        |
| Deschidere / închidere – / – | Lungime 19,845 km                                                                    | Durată 67 min                                                                        | Nr.stații 64                                                                         | Material rulant —                                                                                     | Zile de funcționare Luni – duminică                                                  | Ziua / Seara / Noaptea / Sărbători Da / Da / Nu / Da                                 | Călători/An 0                                                                        | Depouri Jumet                                                                        |                                                                                      |
| Traseu: Charleroi Beaux-Arts – Lodelinsart – Gosselies – Liberchies – Luttre |                                                                                      |                                                                                      |                                                                                      | |                                                                                      |                                                                                      |                                                                                      |                                                                                      |                                                                                      |
| Altele: • Traseul dus este parcurs de linia 43. Traseul întors este parcurs de linia 83. |                                                                                      |                                                                                      |                                                                                      | |                                                                                      |                                                                                      |                                                                                      |                                                                                      |                                                                                      |
| 51 | Luttre ↔ Monceau-sur-Sambre Moulin                                                   | Luttre ↔ Monceau-sur-Sambre Moulin                                                   | Luttre ↔ Monceau-sur-Sambre Moulin                                                   | Luttre ↔ Monceau-sur-Sambre Moulin                                                                    | Luttre ↔ Monceau-sur-Sambre Moulin                                                   | Luttre ↔ Monceau-sur-Sambre Moulin                                                   | Luttre ↔ Monceau-sur-Sambre Moulin                                                   | Luttre ↔ Monceau-sur-Sambre Moulin                                                   | Luttre ↔ Monceau-sur-Sambre Moulin                                                   |
| Deschidere / închidere 22 iunie 2013 / – | Lungime 23,440 km                                                                    | Durată 53 min                                                                        | Nr.stații 49                                                                         | Material rulant —                                                                                     | Zile de funcționare Luni – duminică                                                  | Ziua / Seara / Noaptea / Sărbători Da / Nu / Nu / Da                                 | Călători/An 0                                                                        | Depouri Jumet                                                                        |                                                                                      |
| Traseu: Luttre – Gouy-lez-Piéton – Souvret – Goutroux – Monceau-sur-Sambre Moulin |                                                                                      |                                                                                      |                                                                                      | |                                                                                      |                                                                                      |                                                                                      |                                                                                      |                                                                                      |
| Altele: • Înainte de 22 iunie 2013, linia 51 circula în sens invers liniei 50. |                                                                                      |                                                                                      |                                                                                      | |                                                                                      |                                                                                      |                                                                                      |                                                                                      |                                                                                      |
| 52 | Charleroi-Sud ↔ Gourdinne                                                            | Charleroi-Sud ↔ Gourdinne                                                            | Charleroi-Sud ↔ Gourdinne                                                            | Charleroi-Sud ↔ Gourdinne                                                                             | Charleroi-Sud ↔ Gourdinne                                                            | Charleroi-Sud ↔ Gourdinne                                                            | Charleroi-Sud ↔ Gourdinne                                                            | Charleroi-Sud ↔ Gourdinne                                                            | Charleroi-Sud ↔ Gourdinne                                                            |
| Deschidere / închidere 22 iunie 2013 / – | Lungime 21,129 km                                                                    | Durată 46 min                                                                        | Nr.stații 42                                                                         | Material rulant —                                                                                     | Zile de funcționare Luni – duminică                                                  | Ziua / Seara / Noaptea / Sărbători Da / Nu / Nu / Da                                 | Călători/An 0                                                                        | Depouri Jumet Nalinnes                                                               |                                                                                      |
| Traseu: Charleroi-Sud – Marcinelle – Thy-le-Château – Gourdinne |                                                                                      |                                                                                      |                                                                                      | |                                                                                      |                                                                                      |                                                                                      |                                                                                      |                                                                                      |
| Altele: |                                                                                      |                                                                                      |                                                                                      | |                                                                                      |                                                                                      |                                                                                      |                                                                                      |                                                                                      |
| 53 | Souvret Forrière ↔ Charleroi Beaux-Arts                                              | Souvret Forrière ↔ Charleroi Beaux-Arts                                              | Souvret Forrière ↔ Charleroi Beaux-Arts                                              | Souvret Forrière ↔ Charleroi Beaux-Arts                                                               | Souvret Forrière ↔ Charleroi Beaux-Arts                                              | Souvret Forrière ↔ Charleroi Beaux-Arts                                              | Souvret Forrière ↔ Charleroi Beaux-Arts                                              | Souvret Forrière ↔ Charleroi Beaux-Arts                                              | Souvret Forrière ↔ Charleroi Beaux-Arts                                              |
| Deschidere / închidere 22 iunie 2013 / – | Lungime 13,427 km                                                                    | Durată 33 min                                                                        | Nr.stații 27                                                                         | Material rulant —                                                                                     | Zile de funcționare Luni – vineri                                                    | Ziua / Seara / Noaptea / Sărbători Da / Nu / Nu / Nu                                 | Călători/An 0                                                                        | Depouri Jumet                                                                        |                                                                                      |
| Traseu: Souvret – Goutroux – Marchienne-au-Pont – Charleroi Beaux-Arts |                                                                                      |                                                                                      |                                                                                      | |                                                                                      |                                                                                      |                                                                                      |                                                                                      |                                                                                      |
| Altele: • Linie școlară: o cursă dimineața spre Charleroi. |                                                                                      |                                                                                      |                                                                                      | |                                                                                      |                                                                                      |                                                                                      |                                                                                      |                                                                                      |
| 60 | Jumet Madeleine ↔ Frasnes-lez-Gosselies                                              | Jumet Madeleine ↔ Frasnes-lez-Gosselies                                              | Jumet Madeleine ↔ Frasnes-lez-Gosselies                                              | Jumet Madeleine ↔ Frasnes-lez-Gosselies                                                               | Jumet Madeleine ↔ Frasnes-lez-Gosselies                                              | Jumet Madeleine ↔ Frasnes-lez-Gosselies                                              | Jumet Madeleine ↔ Frasnes-lez-Gosselies                                              | Jumet Madeleine ↔ Frasnes-lez-Gosselies                                              | Jumet Madeleine ↔ Frasnes-lez-Gosselies                                              |
| Deschidere / închidere 22 iunie 2013 / – | Lungime 13,427 km                                                                    | Durată 28–74 min                                                                     | Nr.stații 27–66                                                                      | Material rulant Volvo 7900 Electric Hybrid                                                            | Zile de funcționare Luni – duminică                                                  | Ziua / Seara / Noaptea / Sărbători Da / Da / Nu / Da                                 | Călători/An 0                                                                        | Depouri Jumet                                                                        |                                                                                      |
| Traseu: Jumet Madeleine – Gosselies – Wayaux – Sart-Dames-Avelines – Villers-Perwin |                                                                                      |                                                                                      |                                                                                      | |                                                                                      |                                                                                      |                                                                                      |                                                                                      |                                                                                      |
| Altele: • Câteva din curse au ca origine/terminus colegiul Sainte-Marie din Rèves. |                                                                                      |                                                                                      |                                                                                      | |                                                                                      |                                                                                      |                                                                                      |                                                                                      |                                                                                      |
| 61 | Jumet Madeleine ↔ Trazegnies Sentier Madame                                          | Jumet Madeleine ↔ Trazegnies Sentier Madame                                          | Jumet Madeleine ↔ Trazegnies Sentier Madame                                          | Jumet Madeleine ↔ Trazegnies Sentier Madame                                                           | Jumet Madeleine ↔ Trazegnies Sentier Madame                                          | Jumet Madeleine ↔ Trazegnies Sentier Madame                                          | Jumet Madeleine ↔ Trazegnies Sentier Madame                                          | Jumet Madeleine ↔ Trazegnies Sentier Madame                                          | Jumet Madeleine ↔ Trazegnies Sentier Madame                                          |
| Deschidere / închidere – / – | Lungime 12,749 km                                                                    | Durată 41 min                                                                        | Nr.stații 29                                                                         | Material rulant —                                                                                     | Zile de funcționare Luni – duminică                                                  | Ziua / Seara / Noaptea / Sărbători Da / Nu / Nu / Nu                                 | Călători/An 0                                                                        | Depouri Jumet                                                                        |                                                                                      |
| Traseu: Jumet Madeleine – Gosselies – Trazegnies |                                                                                      |                                                                                      |                                                                                      | |                                                                                      |                                                                                      |                                                                                      |                                                                                      |                                                                                      |
| Altele: |                                                                                      |                                                                                      |                                                                                      | |                                                                                      |                                                                                      |                                                                                      |                                                                                      |                                                                                      |
| 62 | Gilly Soleilmont ↔ Jumet Madeleine                                                   | Gilly Soleilmont ↔ Jumet Madeleine                                                   | Gilly Soleilmont ↔ Jumet Madeleine                                                   | Gilly Soleilmont ↔ Jumet Madeleine                                                                    | Gilly Soleilmont ↔ Jumet Madeleine                                                   | Gilly Soleilmont ↔ Jumet Madeleine                                                   | Gilly Soleilmont ↔ Jumet Madeleine                                                   | Gilly Soleilmont ↔ Jumet Madeleine                                                   | Gilly Soleilmont ↔ Jumet Madeleine                                                   |
| Deschidere / închidere 27 februarie 2012 / – | Lungime 23,555 km                                                                    | Durată 47 min                                                                        | Nr.stații 35                                                                         | Material rulant —                                                                                     | Zile de funcționare Luni – vineri                                                    | Ziua / Seara / Noaptea / Sărbători Da / Nu / Nu / Nu                                 | Călători/An 0                                                                        | Depouri Genson                                                                       |                                                                                      |
| Traseu: Gilly Soleilmont – Châtelineau – Heppignies – Jumet Madeleine |                                                                                      |                                                                                      |                                                                                      | |                                                                                      |                                                                                      |                                                                                      |                                                                                      |                                                                                      |
| Altele: |                                                                                      |                                                                                      |                                                                                      | |                                                                                      |                                                                                      |                                                                                      |                                                                                      |                                                                                      |
| 63 | Jumet Madeleine ↔ Fontaine-L'Evêque                                                  | Jumet Madeleine ↔ Fontaine-L'Evêque                                                  | Jumet Madeleine ↔ Fontaine-L'Evêque                                                  | Jumet Madeleine ↔ Fontaine-L'Evêque                                                                   | Jumet Madeleine ↔ Fontaine-L'Evêque                                                  | Jumet Madeleine ↔ Fontaine-L'Evêque                                                  | Jumet Madeleine ↔ Fontaine-L'Evêque                                                  | Jumet Madeleine ↔ Fontaine-L'Evêque                                                  | Jumet Madeleine ↔ Fontaine-L'Evêque                                                  |
| Deschidere / închidere 27 februarie 2012 / – | Lungime 30,091 km                                                                    | Durată 48 min                                                                        | Nr.stații 43                                                                         | Material rulant Volvo 7900 Electric Hybrid                                                            | Zile de funcționare Luni – duminică                                                  | Ziua / Seara / Noaptea / Sărbători Da / Da / Nu / Da                                 | Călători/An 0                                                                        | Depouri Anderlues Jumet                                                              |                                                                                      |
| Traseu: Jumet Madeleine – Gosselies – Courcelles – Forchies-la-Marche – Fontaine-L'Evêque |                                                                                      |                                                                                      |                                                                                      | |                                                                                      |                                                                                      |                                                                                      |                                                                                      |                                                                                      |
| Altele: • Înainte de 27 februarie 2012 linia ajungea până la gara Charleroi-Sud. |                                                                                      |                                                                                      |                                                                                      | |                                                                                      |                                                                                      |                                                                                      |                                                                                      |                                                                                      |
| 64 | Rèves Sainte-Marie ↔ Luttre / Jumet Madeleine                                        | Rèves Sainte-Marie ↔ Luttre / Jumet Madeleine                                        | Rèves Sainte-Marie ↔ Luttre / Jumet Madeleine                                        | Rèves Sainte-Marie ↔ Luttre / Jumet Madeleine                                                         | Rèves Sainte-Marie ↔ Luttre / Jumet Madeleine                                        | Rèves Sainte-Marie ↔ Luttre / Jumet Madeleine                                        | Rèves Sainte-Marie ↔ Luttre / Jumet Madeleine                                        | Rèves Sainte-Marie ↔ Luttre / Jumet Madeleine                                        | Rèves Sainte-Marie ↔ Luttre / Jumet Madeleine                                        |
| Deschidere / închidere – / – | Lungime 45,367 km                                                                    | Durată 48 min                                                                        | Nr.stații 38–58                                                                      | Material rulant —                                                                                     | Zile de funcționare Luni – vineri                                                    | Ziua / Seara / Noaptea / Sărbători Da / Nu / Nu / Nu                                 | Călători/An 0                                                                        | Depouri Jumet                                                                        |                                                                                      |
| Traseu: Rèves – Obaix – Pont-à-Celles – Luttre – Gosselies |                                                                                      |                                                                                      |                                                                                      | |                                                                                      |                                                                                      |                                                                                      |                                                                                      |                                                                                      |
| Altele: • Linie școlară |                                                                                      |                                                                                      |                                                                                      | |                                                                                      |                                                                                      |                                                                                      |                                                                                      |                                                                                      |
| 65 | Jumet Madeleine ↔ Pont-à-Celles Piață                                                | Jumet Madeleine ↔ Pont-à-Celles Piață                                                | Jumet Madeleine ↔ Pont-à-Celles Piață                                                | Jumet Madeleine ↔ Pont-à-Celles Piață                                                                 | Jumet Madeleine ↔ Pont-à-Celles Piață                                                | Jumet Madeleine ↔ Pont-à-Celles Piață                                                | Jumet Madeleine ↔ Pont-à-Celles Piață                                                | Jumet Madeleine ↔ Pont-à-Celles Piață                                                | Jumet Madeleine ↔ Pont-à-Celles Piață                                                |
| Deschidere / închidere – / – | Lungime 14,286 km                                                                    | Durată 38 min                                                                        | Nr.stații 30                                                                         | Material rulant Volvo 7900 Electric Hybrid                                                            | Zile de funcționare Luni – vineri                                                    | Ziua / Seara / Noaptea / Sărbători Da / Nu / Nu / Nu                                 | Călători/An 0                                                                        | Depouri Jumet                                                                        |                                                                                      |
| Traseu: Jumet Madeleine – Thiméon – Liberchies – Luttre – Pont-à-Celles |                                                                                      |                                                                                      |                                                                                      | |                                                                                      |                                                                                      |                                                                                      |                                                                                      |                                                                                      |
| Altele: |                                                                                      |                                                                                      |                                                                                      | |                                                                                      |                                                                                      |                                                                                      |                                                                                      |                                                                                      |
| 66 | Luttre ↔ Frasnes-lez-Gosselies                                                       | Luttre ↔ Frasnes-lez-Gosselies                                                       | Luttre ↔ Frasnes-lez-Gosselies                                                       | Luttre ↔ Frasnes-lez-Gosselies                                                                        | Luttre ↔ Frasnes-lez-Gosselies                                                       | Luttre ↔ Frasnes-lez-Gosselies                                                       | Luttre ↔ Frasnes-lez-Gosselies                                                       | Luttre ↔ Frasnes-lez-Gosselies                                                       | Luttre ↔ Frasnes-lez-Gosselies                                                       |
| Deschidere / închidere – / – | Lungime 16,691 km                                                                    | Durată 38 min                                                                        | Nr.stații 33                                                                         | Material rulant —                                                                                     | Zile de funcționare Luni – vineri                                                    | Ziua / Seara / Noaptea / Sărbători Da / Nu / Nu / Nu                                 | Călători/An 0                                                                        | Depouri Jumet Ets. Picavet et Cie S.A.                                               |                                                                                      |
| Traseu: Luttre – Obaix – Rèves – Frasnes-lez-Gosselies |                                                                                      |                                                                                      |                                                                                      | |                                                                                      |                                                                                      |                                                                                      |                                                                                      |                                                                                      |
| Altele: • Linie școlară. |                                                                                      |                                                                                      |                                                                                      | |                                                                                      |                                                                                      |                                                                                      |                                                                                      |                                                                                      |
| 67 | Jumet Madeleine ↔ Fleurus Champs-Élysées                                             | Jumet Madeleine ↔ Fleurus Champs-Élysées                                             | Jumet Madeleine ↔ Fleurus Champs-Élysées                                             | Jumet Madeleine ↔ Fleurus Champs-Élysées                                                              | Jumet Madeleine ↔ Fleurus Champs-Élysées                                             | Jumet Madeleine ↔ Fleurus Champs-Élysées                                             | Jumet Madeleine ↔ Fleurus Champs-Élysées                                             | Jumet Madeleine ↔ Fleurus Champs-Élysées                                             | Jumet Madeleine ↔ Fleurus Champs-Élysées                                             |
| Deschidere / închidere 27 februarie 2012 / – | Lungime 20,418 km                                                                    | Durată 57 min                                                                        | Nr.stații 43                                                                         | Material rulant Volvo 7900 Electric Hybrid                                                            | Zile de funcționare Luni – duminică                                                  | Ziua / Seara / Noaptea / Sărbători Da / Nu / Nu / Nu                                 | Călători/An 0                                                                        | Depouri Jumet                                                                        |                                                                                      |
| Traseu: Jumet Madeleine – Ransart – Heppignies – Wangenies – Fleurus |                                                                                      |                                                                                      |                                                                                      | |                                                                                      |                                                                                      |                                                                                      |                                                                                      |                                                                                      |
| Altele: • Înainte de 27 februarie 2012 traseul liniei era Charleroi Beaux-Arts – Jumet – Ransart – Wangenies – Fleurus. |                                                                                      |                                                                                      |                                                                                      | |                                                                                      |                                                                                      |                                                                                      |                                                                                      |                                                                                      |
| 68 | Charleroi-Sud ↔ Charleroi-Sud                                                        | Charleroi-Sud ↔ Charleroi-Sud                                                        | Charleroi-Sud ↔ Charleroi-Sud                                                        | Charleroi-Sud ↔ Charleroi-Sud                                                                         | Charleroi-Sud ↔ Charleroi-Sud                                                        | Charleroi-Sud ↔ Charleroi-Sud                                                        | Charleroi-Sud ↔ Charleroi-Sud                                                        | Charleroi-Sud ↔ Charleroi-Sud                                                        | Charleroi-Sud ↔ Charleroi-Sud                                                        |
| Deschidere / închidere – / – | Lungime 29,933 km                                                                    | Durată 47 min                                                                        | Nr.stații 39                                                                         | Material rulant —                                                                                     | Zile de funcționare Luni – vineri                                                    | Ziua / Seara / Noaptea / Sărbători Da / Da / Nu / Nu                                 | Călători/An 0                                                                        | Depouri Jumet                                                                        |                                                                                      |
| Traseu: Charleroi-Sud – A54 – Jumet – Heppignies – Aéropole – Gosselies – A54 – Charleroi-Sud |                                                                                      |                                                                                      |                                                                                      | |                                                                                      |                                                                                      |                                                                                      |                                                                                      |                                                                                      |
| Altele: • Linie circulară. |                                                                                      |                                                                                      |                                                                                      | |                                                                                      |                                                                                      |                                                                                      |                                                                                      |                                                                                      |
| 70 | Charleroi-Sud ↔ Spitalul Vésale                                                      | Charleroi-Sud ↔ Spitalul Vésale                                                      | Charleroi-Sud ↔ Spitalul Vésale                                                      | Charleroi-Sud ↔ Spitalul Vésale                                                                       | Charleroi-Sud ↔ Spitalul Vésale                                                      | Charleroi-Sud ↔ Spitalul Vésale                                                      | Charleroi-Sud ↔ Spitalul Vésale                                                      | Charleroi-Sud ↔ Spitalul Vésale                                                      | Charleroi-Sud ↔ Spitalul Vésale                                                      |
| Deschidere / închidere 27 februarie 2012 / – | Lungime 14,048 km                                                                    | Durată 28 min                                                                        | Nr.stații 35                                                                         | Material rulant Volvo 7900 Electric Hybrid                                                            | Zile de funcționare Luni – duminică                                                  | Ziua / Seara / Noaptea / Sărbători Da / Da / Nu / Da                                 | Călători/An 0                                                                        | Depouri Jumet Nalinnes                                                               |                                                                                      |
| Traseu: Charleroi-Sud – Mont-sur-Marchienne – Montigny-le-Tilleul Centru, Spitalul André Vésale |                                                                                      |                                                                                      |                                                                                      | |                                                                                      |                                                                                      |                                                                                      |                                                                                      |                                                                                      |
| Altele: • Înainte de 27 februarie 2012 linia pornea de la Charleroi Beaux-Arts. |                                                                                      |                                                                                      |                                                                                      | |                                                                                      |                                                                                      |                                                                                      |                                                                                      |                                                                                      |
| 71 | Charleroi-Sud ↔ Monceau-sur-Sambre Moulin                                            | Charleroi-Sud ↔ Monceau-sur-Sambre Moulin                                            | Charleroi-Sud ↔ Monceau-sur-Sambre Moulin                                            | Charleroi-Sud ↔ Monceau-sur-Sambre Moulin                                                             | Charleroi-Sud ↔ Monceau-sur-Sambre Moulin                                            | Charleroi-Sud ↔ Monceau-sur-Sambre Moulin                                            | Charleroi-Sud ↔ Monceau-sur-Sambre Moulin                                            | Charleroi-Sud ↔ Monceau-sur-Sambre Moulin                                            | Charleroi-Sud ↔ Monceau-sur-Sambre Moulin                                            |
| Deschidere / închidere 27 februarie 2012 / – | Lungime 17,301 km                                                                    | Durată 35 min                                                                        | Nr.stații 38                                                                         | Material rulant Volvo 7900 Electric Hybrid                                                            | Zile de funcționare Luni – duminică                                                  | Ziua / Seara / Noaptea / Sărbători Da / Nu / Nu / Da                                 | Călători/An 0                                                                        | Depouri Jumet Nalinnes                                                               |                                                                                      |
| Traseu: Charleroi-Sud – Mont-sur-Marchienne – Montigny-le-Tilleul Centru – Marchienne-au-Pont – Monceau-sur-Sambre Moulin |                                                                                      |                                                                                      |                                                                                      | |                                                                                      |                                                                                      |                                                                                      |                                                                                      |                                                                                      |
| Altele: • La orele de vârf funcționează și un traseu parțial, între Charleroi Beaux-Arts și Montigny-le-Tilleul. • Înainte de 27 februarie 2012 linia 71 era una circulară, cu plecarea și terminusul la Beaux-Arts. Parcurgerea acestei bucle în sens invers era asigurată de linia 74. |                                                                                      |                                                                                      |                                                                                      | |                                                                                      |                                                                                      |                                                                                      |                                                                                      |                                                                                      |
| 72 | Monceau-sur-Sambre Moulin ↔ Gozée / Thuin                                            | Monceau-sur-Sambre Moulin ↔ Gozée / Thuin                                            | Monceau-sur-Sambre Moulin ↔ Gozée / Thuin                                            | Monceau-sur-Sambre Moulin ↔ Gozée / Thuin                                                             | Monceau-sur-Sambre Moulin ↔ Gozée / Thuin                                            | Monceau-sur-Sambre Moulin ↔ Gozée / Thuin                                            | Monceau-sur-Sambre Moulin ↔ Gozée / Thuin                                            | Monceau-sur-Sambre Moulin ↔ Gozée / Thuin                                            | Monceau-sur-Sambre Moulin ↔ Gozée / Thuin                                            |
| Deschidere / închidere 27 februarie 2012 / – | Lungime 21,876 km                                                                    | Durată 50 min                                                                        | Nr.stații 41                                                                         | Material rulant —                                                                                     | Zile de funcționare Luni – vineri                                                    | Ziua / Seara / Noaptea / Sărbători Da / Nu / Nu / —                                  | Călători/An 0                                                                        | Depouri Jumet Nalinnes                                                               |                                                                                      |
| Traseu: Monceau-sur-Sambre Moulin – Marchienne-au-Pont Cité Leriche – Gozée Cité Verte, Piață – Thuin |                                                                                      |                                                                                      |                                                                                      | |                                                                                      |                                                                                      |                                                                                      |                                                                                      |                                                                                      |
| Altele: • Cursele dinspre Monceau nu circulă dimineața mai departe de Gozée. • Înainte de 27 februarie 2012 traseul complet al liniei era Charleroi – Gozée – Thuin. |                                                                                      |                                                                                      |                                                                                      | |                                                                                      |                                                                                      |                                                                                      |                                                                                      |                                                                                      |
| 75 | Goutroux Pairotte ↔ Thuillies Piață                                                  | Goutroux Pairotte ↔ Thuillies Piață                                                  | Goutroux Pairotte ↔ Thuillies Piață                                                  | Goutroux Pairotte ↔ Thuillies Piață                                                                   | Goutroux Pairotte ↔ Thuillies Piață                                                  | Goutroux Pairotte ↔ Thuillies Piață                                                  | Goutroux Pairotte ↔ Thuillies Piață                                                  | Goutroux Pairotte ↔ Thuillies Piață                                                  | Goutroux Pairotte ↔ Thuillies Piață                                                  |
| Deschidere / închidere 27 februarie 2012 / – | Lungime 26,424 km                                                                    | Durată 54 min                                                                        | Nr.stații 38                                                                         | Material rulant —                                                                                     | Zile de funcționare Luni – duminică                                                  | Ziua / Seara / Noaptea / Sărbători Da / Da / Nu / Da                                 | Călători/An 0                                                                        | Depouri Jumet Nalinnes                                                               |                                                                                      |
| Traseu: Goutroux – Monceau-sur-Sambre – Marchienne-au-Pont – Montigny-le-Tilleul Spitalul André Vésale – Gozée – Thuillies |                                                                                      |                                                                                      |                                                                                      | |                                                                                      |                                                                                      |                                                                                      |                                                                                      |                                                                                      |
| Altele: • La orele de vârf, anumite trasee sunt deviate prin satul Ossogne. • Înainte de 27 februarie 2012 traseul liniei era Charleroi Beaux-Arts – Thuillies. |                                                                                      |                                                                                      |                                                                                      | |                                                                                      |                                                                                      |                                                                                      |                                                                                      |                                                                                      |
| 77 | Goutroux Pairotte ↔ Spitalul Vésale                                                  | Goutroux Pairotte ↔ Spitalul Vésale                                                  | Goutroux Pairotte ↔ Spitalul Vésale                                                  | Goutroux Pairotte ↔ Spitalul Vésale                                                                   | Goutroux Pairotte ↔ Spitalul Vésale                                                  | Goutroux Pairotte ↔ Spitalul Vésale                                                  | Goutroux Pairotte ↔ Spitalul Vésale                                                  | Goutroux Pairotte ↔ Spitalul Vésale                                                  | Goutroux Pairotte ↔ Spitalul Vésale                                                  |
| Deschidere / închidere 27 februarie 2012 / – | Lungime 14,179 km                                                                    | Durată 35 min                                                                        | Nr.stații 36                                                                         | Material rulant —                                                                                     | Zile de funcționare Luni – duminică                                                  | Ziua / Seara / Noaptea / Sărbători Da / Nu / Nu / Da                                 | Călători/An 0                                                                        | Depouri Jumet                                                                        |                                                                                      |
| Traseu: Goutroux Pairotte, P.P.T. – Monceau-sur-Sambre – Marchienne-au-Pont – Montigny-le-Tilleul Spitalul André Vésale |                                                                                      |                                                                                      |                                                                                      | |                                                                                      |                                                                                      |                                                                                      |                                                                                      |                                                                                      |
| Altele: |                                                                                      |                                                                                      |                                                                                      | |                                                                                      |                                                                                      |                                                                                      |                                                                                      |                                                                                      |
| 85 | Jumet Brulotte ↔ Charleroi-Sud                                                       | Jumet Brulotte ↔ Charleroi-Sud                                                       | Jumet Brulotte ↔ Charleroi-Sud                                                       | Jumet Brulotte ↔ Charleroi-Sud                                                                        | Jumet Brulotte ↔ Charleroi-Sud                                                       | Jumet Brulotte ↔ Charleroi-Sud                                                       | Jumet Brulotte ↔ Charleroi-Sud                                                       | Jumet Brulotte ↔ Charleroi-Sud                                                       | Jumet Brulotte ↔ Charleroi-Sud                                                       |
| Deschidere / închidere — / – | Lungime 7,024 km                                                                     | Durată 21 min                                                                        | Nr.stații 21                                                                         | Material rulant VDL- Jonckheere Citea Volvo 7900 Electric Hybrid                                      | Zile de funcționare Luni – sâmbătă                                                   | Ziua / Seara / Noaptea / Sărbători Da / Da / Nu / Nu                                 | Călători/An 0                                                                        | Depouri Jumet                                                                        |                                                                                      |
| Traseu: Jumet – Marchienne Docherie – Charleroi-Sud |                                                                                      |                                                                                      |                                                                                      | |                                                                                      |                                                                                      |                                                                                      |                                                                                      |                                                                                      |
| Altele: |                                                                                      |                                                                                      |                                                                                      | |                                                                                      |                                                                                      |                                                                                      |                                                                                      |                                                                                      |
| 86 | Charleroi-Sud ↔ Jumet terminus parțial / Gosselies Athénée                           | Charleroi-Sud ↔ Jumet terminus parțial / Gosselies Athénée                           | Charleroi-Sud ↔ Jumet terminus parțial / Gosselies Athénée                           | Charleroi-Sud ↔ Jumet terminus parțial / Gosselies Athénée                                            | Charleroi-Sud ↔ Jumet terminus parțial / Gosselies Athénée                           | Charleroi-Sud ↔ Jumet terminus parțial / Gosselies Athénée                           | Charleroi-Sud ↔ Jumet terminus parțial / Gosselies Athénée                           | Charleroi-Sud ↔ Jumet terminus parțial / Gosselies Athénée                           | Charleroi-Sud ↔ Jumet terminus parțial / Gosselies Athénée                           |
| Deschidere / închidere — / – | Lungime 13,696 km                                                                    | Durată 42 min                                                                        | Nr.stații 33                                                                         | Material rulant Vanhool A500/2 Volvo 7900 Electric Hybrid                                             | Zile de funcționare Luni – duminică                                                  | Ziua / Seara / Noaptea / Sărbători — / Da / Nu / Da                                  | Călători/An 0                                                                        | Depouri Jumet                                                                        |                                                                                      |
| Traseu: Charleroi-Sud – Charleroi Beaux-Arts – Marchienne Docherie – Jumet Gohissart, Heigne – Gosselies |                                                                                      |                                                                                      |                                                                                      | |                                                                                      |                                                                                      |                                                                                      |                                                                                      |                                                                                      |
| Altele: • Ultima cursă se oprește la Jumet Chef-Lieu |                                                                                      |                                                                                      |                                                                                      | |                                                                                      |                                                                                      |                                                                                      |                                                                                      |                                                                                      |
| 91 | Chapelle-lez-Herlaimont ↔ Anderlues Joncțiune terminus parțial / Spitalul Vésale     | Chapelle-lez-Herlaimont ↔ Anderlues Joncțiune terminus parțial / Spitalul Vésale     | Chapelle-lez-Herlaimont ↔ Anderlues Joncțiune terminus parțial / Spitalul Vésale     | Chapelle-lez-Herlaimont ↔ Anderlues Joncțiune terminus parțial / Spitalul Vésale                      | Chapelle-lez-Herlaimont ↔ Anderlues Joncțiune terminus parțial / Spitalul Vésale     | Chapelle-lez-Herlaimont ↔ Anderlues Joncțiune terminus parțial / Spitalul Vésale     | Chapelle-lez-Herlaimont ↔ Anderlues Joncțiune terminus parțial / Spitalul Vésale     | Chapelle-lez-Herlaimont ↔ Anderlues Joncțiune terminus parțial / Spitalul Vésale     | Chapelle-lez-Herlaimont ↔ Anderlues Joncțiune terminus parțial / Spitalul Vésale     |
| Deschidere / închidere — / – | Lungime 43,547 km                                                                    | Durată 45–79 min                                                                     | Nr.stații 48–72                                                                      | Material rulant Vanhool A330                                                                          | Zile de funcționare Luni – duminică                                                  | Ziua / Seara / Noaptea / Sărbători Da / Da / Da / Da                                 | Călători/An 0                                                                        | Depouri Anderlues                                                                    |                                                                                      |
| Traseu: Chapelle-lez-Herlaimont – Piéton – Anderlues – Thuin – Gozée – Montigny-le-Tilleul Spitalul André Vésale |                                                                                      |                                                                                      |                                                                                      | |                                                                                      |                                                                                      |                                                                                      |                                                                                      |                                                                                      |
| Altele: • Serviciu parțial între Vésale și Anderlues sâmbăta, duminica și de sărbătorile legale. • Deservește piața în zilele de vineri, între Thuin și Lobbes |                                                                                      |                                                                                      |                                                                                      | |                                                                                      |                                                                                      |                                                                                      |                                                                                      |                                                                                      |
| 99 | Biesme-sous-Thuin ↔ Erquelinnes                                                      | Biesme-sous-Thuin ↔ Erquelinnes                                                      | Biesme-sous-Thuin ↔ Erquelinnes                                                      | Biesme-sous-Thuin ↔ Erquelinnes                                                                       | Biesme-sous-Thuin ↔ Erquelinnes                                                      | Biesme-sous-Thuin ↔ Erquelinnes                                                      | Biesme-sous-Thuin ↔ Erquelinnes                                                      | Biesme-sous-Thuin ↔ Erquelinnes                                                      | Biesme-sous-Thuin ↔ Erquelinnes                                                      |
| Deschidere / închidere — / – | Lungime 44,102 km                                                                    | Durată 65 min                                                                        | Nr.stații 40                                                                         | Material rulant Jonckheere Transit 2000 Scania OmniLink II Mercedes-Benz Citaro O530 Van Hool NewA320 | Zile de funcționare Luni – vineri                                                    | Ziua / Seara / Noaptea / Sărbători Da / Nu / Nu / Nu                                 | Călători/An 0                                                                        | Depouri Ets Liénard & Cie S.P.R.L.                                                   |                                                                                      |
| Traseu: Biesme-sous-Thuin – Thuillies – Strée – Boussu-lez-Walcourt – Beaumont – Montignies-Saint-Christophe – Erquelinnes |                                                                                      |                                                                                      |                                                                                      | |                                                                                      |                                                                                      |                                                                                      |                                                                                      |                                                                                      |
| Altele: • Linie școlară |                                                                                      |                                                                                      |                                                                                      | |                                                                                      |                                                                                      |                                                                                      |                                                                                      |                                                                                      |
| 99 | Nalinnes Depou ↔ Beaumont Athénée                                                    | Nalinnes Depou ↔ Beaumont Athénée                                                    | Nalinnes Depou ↔ Beaumont Athénée                                                    | Nalinnes Depou ↔ Beaumont Athénée                                                                     | Nalinnes Depou ↔ Beaumont Athénée                                                    | Nalinnes Depou ↔ Beaumont Athénée                                                    | Nalinnes Depou ↔ Beaumont Athénée                                                    | Nalinnes Depou ↔ Beaumont Athénée                                                    | Nalinnes Depou ↔ Beaumont Athénée                                                    |
| Deschidere / închidere — / – | Lungime 36,129 km                                                                    | Durată 53 min                                                                        | Nr.stații 39                                                                         | Material rulant —                                                                                     | Zile de funcționare Luni – vineri                                                    | Ziua / Seara / Noaptea / Sărbători Da / Nu / Nu / Nu                                 | Călători/An 0                                                                        | Depouri Anderlues Nalinnes                                                           |                                                                                      |
| Traseu: Nalinnes – Thy-le-Château – Berzée – Boussu-lez-Walcourt – Beaumont |                                                                                      |                                                                                      |                                                                                      | |                                                                                      |                                                                                      |                                                                                      |                                                                                      |                                                                                      |
| Altele: • Linie școlară |                                                                                      |                                                                                      |                                                                                      | |                                                                                      |                                                                                      |                                                                                      |                                                                                      |                                                                                      |
| 108 | Beaumont Athénée ↔ Philippeville Strada Reginei                                      | Beaumont Athénée ↔ Philippeville Strada Reginei                                      | Beaumont Athénée ↔ Philippeville Strada Reginei                                      | Beaumont Athénée ↔ Philippeville Strada Reginei                                                       | Beaumont Athénée ↔ Philippeville Strada Reginei                                      | Beaumont Athénée ↔ Philippeville Strada Reginei                                      | Beaumont Athénée ↔ Philippeville Strada Reginei                                      | Beaumont Athénée ↔ Philippeville Strada Reginei                                      | Beaumont Athénée ↔ Philippeville Strada Reginei                                      |
| Deschidere / închidere 1 septembrie 2010 / – | Lungime 32,848 km                                                                    | Durată 50 min                                                                        | Nr.stații 25                                                                         | Material rulant —                                                                                     | Zile de funcționare Luni – vineri                                                    | Ziua / Seara / Noaptea / Sărbători Da / Nu / Nu / –                                  | Călători/An 0                                                                        | Depouri Anderlues Ets Liénard & Cie S.P.R.L.                                         |                                                                                      |
| Traseu: Beaumont – Barbençon – Clermont – Boussu-lez-Walcourt – Villers-Deux-Églises – Philippeville |                                                                                      |                                                                                      |                                                                                      | |                                                                                      |                                                                                      |                                                                                      |                                                                                      |                                                                                      |
| Altele: • Linie școlară • Pe 1 septembrie 2020, linia, având anterior terminusul pe strada Reginei, a fost prelungită până la noua stație Philippeville Centru |                                                                                      |                                                                                      |                                                                                      | |                                                                                      |                                                                                      |                                                                                      |                                                                                      |                                                                                      |
| 109a | Charleroi-Sud ↔ Chimay gară                                                          | Charleroi-Sud ↔ Chimay gară                                                          | Charleroi-Sud ↔ Chimay gară                                                          | Charleroi-Sud ↔ Chimay gară                                                                           | Charleroi-Sud ↔ Chimay gară                                                          | Charleroi-Sud ↔ Chimay gară                                                          | Charleroi-Sud ↔ Chimay gară                                                          | Charleroi-Sud ↔ Chimay gară                                                          | Charleroi-Sud ↔ Chimay gară                                                          |
| Deschidere / închidere 31 mai 1964 / – | Lungime 116,412 km                                                                   | Durată 90 min                                                                        | Nr.stații 146                                                                        | Material rulant Jonckheere Transit 2000 Scania OmniLink II Mercedes-Benz Citaro O530 Van Hool NewA320 | Zile de funcționare Luni – duminică                                                  | Ziua / Seara / Noaptea / Sărbători Da / Da / Nu / Da                                 | Călători/An 0                                                                        | Depouri Anderlues Ets Liénard & Cie S.P.R.L.                                         |                                                                                      |
| Traseu: Charleroi-Sud – De Cartier – Beaumont – Solre-Saint-Géry/Leugnies – Sivry piață/gară – Rance – Froidchapelle/Robechies – Chimay |                                                                                      |                                                                                      |                                                                                      | |                                                                                      |                                                                                      |                                                                                      |                                                                                      |                                                                                      |
| Altele: • Linie feroviară înainte de transformarea în rutieră, în 1964. A se vedea Linia 109. • Există și servicii parțiale ale liniei, în special în afara orelor de vârf. • Această linie are un traseu diferit în funcție de zi și de oră. |                                                                                      |                                                                                      |                                                                                      | |                                                                                      |                                                                                      |                                                                                      |                                                                                      |                                                                                      |
| 109b | Lobbes SNCB ↔ Beaumont Athénée                                                       | Lobbes SNCB ↔ Beaumont Athénée                                                       | Lobbes SNCB ↔ Beaumont Athénée                                                       | Lobbes SNCB ↔ Beaumont Athénée                                                                        | Lobbes SNCB ↔ Beaumont Athénée                                                       | Lobbes SNCB ↔ Beaumont Athénée                                                       | Lobbes SNCB ↔ Beaumont Athénée                                                       | Lobbes SNCB ↔ Beaumont Athénée                                                       | Lobbes SNCB ↔ Beaumont Athénée                                                       |
| Deschidere / închidere 1 august 2019 / – | Lungime 116,412 km                                                                   | Durată 20/41 min                                                                     | Nr.stații 32                                                                         | Material rulant —                                                                                     | Zile de funcționare Luni – vineri                                                    | Ziua / Seara / Noaptea / Sărbători Da / Nu / Nu / Nu                                 | Călători/An 0                                                                        | Depouri Anderlues                                                                    |                                                                                      |
| Traseu: Lobbes SNCB – Thuillies – Strée/ variantă via Clermont-lez-Walcourt – Beaumont |                                                                                      |                                                                                      |                                                                                      | |                                                                                      |                                                                                      |                                                                                      |                                                                                      |                                                                                      |
| Altele: • Această linie are un traseu diferit în funcție de zi și de oră. |                                                                                      |                                                                                      |                                                                                      | |                                                                                      |                                                                                      |                                                                                      |                                                                                      |                                                                                      |
| 109d | Charleroi-Sud ↔ Momignies Piață                                                      | Charleroi-Sud ↔ Momignies Piață                                                      | Charleroi-Sud ↔ Momignies Piață                                                      | Charleroi-Sud ↔ Momignies Piață                                                                       | Charleroi-Sud ↔ Momignies Piață                                                      | Charleroi-Sud ↔ Momignies Piață                                                      | Charleroi-Sud ↔ Momignies Piață                                                      | Charleroi-Sud ↔ Momignies Piață                                                      | Charleroi-Sud ↔ Momignies Piață                                                      |
| Deschidere / închidere 1 octombrie 2020 / – | Lungime 62,441 km                                                                    | Durată 76 min                                                                        | Nr.stații 13                                                                         | Material rulant Scania Irizar Intercentury                                                            | Zile de funcționare Luni – vineri                                                    | Ziua / Seara / Noaptea / Sărbători Da / Nu / Nu / Nu                                 | Călători/An 0                                                                        | Depouri Ets Liénard & Cie S.P.R.L.                                                   |                                                                                      |
| Traseu: Charleroi-Sud – Gozée – Beaumont – Rance – Chimay – Momignies |                                                                                      |                                                                                      |                                                                                      | |                                                                                      |                                                                                      |                                                                                      |                                                                                      |                                                                                      |
| Altele: • Linie expres. • O cursă dimineața spre Charleroi și una seara spre Momignies. • Linie fuzionată cu linia WEL W03 și renumerotată E109 pe 1.10.2020. |                                                                                      |                                                                                      |                                                                                      | |                                                                                      |                                                                                      |                                                                                      |                                                                                      |                                                                                      |
| 119 | Beaumont Athénée ↔ Biercée Résidence Tilleul terminus parțial - Anderlues Nod rutier | Beaumont Athénée ↔ Biercée Résidence Tilleul terminus parțial - Anderlues Nod rutier | Beaumont Athénée ↔ Biercée Résidence Tilleul terminus parțial - Anderlues Nod rutier | Beaumont Athénée ↔ Biercée Résidence Tilleul terminus parțial - Anderlues Nod rutier                  | Beaumont Athénée ↔ Biercée Résidence Tilleul terminus parțial - Anderlues Nod rutier | Beaumont Athénée ↔ Biercée Résidence Tilleul terminus parțial - Anderlues Nod rutier | Beaumont Athénée ↔ Biercée Résidence Tilleul terminus parțial - Anderlues Nod rutier | Beaumont Athénée ↔ Biercée Résidence Tilleul terminus parțial - Anderlues Nod rutier | Beaumont Athénée ↔ Biercée Résidence Tilleul terminus parțial - Anderlues Nod rutier |
| Deschidere / închidere – / – | Lungime 36,615 km                                                                    | Durată 76 min                                                                        | Nr.stații 55                                                                         | Material rulant —                                                                                     | Zile de funcționare Luni – vineri                                                    | Ziua / Seara / Noaptea / Sărbători Da / Nu / Nu / Nu                                 | Călători/An 0                                                                        | Depouri Anderlues Ets Liénard & Cie S.P.R.L.                                         |                                                                                      |
| Traseu: Beaumont – Ragnies – Leers-et-Fosteau – Fontaine-Valmont – Biercée – Lobbes – Anderlues |                                                                                      |                                                                                      |                                                                                      | |                                                                                      |                                                                                      |                                                                                      |                                                                                      |                                                                                      |
| Altele: • Linie școlară. |                                                                                      |                                                                                      |                                                                                      | |                                                                                      |                                                                                      |                                                                                      |                                                                                      |                                                                                      |
| 129 | Mons SNCB ↔ Chimay / Momignies - Macon                                               | Mons SNCB ↔ Chimay / Momignies - Macon                                               | Mons SNCB ↔ Chimay / Momignies - Macon                                               | Mons SNCB ↔ Chimay / Momignies - Macon                                                                | Mons SNCB ↔ Chimay / Momignies - Macon                                               | Mons SNCB ↔ Chimay / Momignies - Macon                                               | Mons SNCB ↔ Chimay / Momignies - Macon                                               | Mons SNCB ↔ Chimay / Momignies - Macon                                               | Mons SNCB ↔ Chimay / Momignies - Macon                                               |
| Deschidere / închidere – / – | Lungime 68,718 km                                                                    | Durată 73-87 min                                                                     | Nr.stații 54-56                                                                      | Material rulant Jonckheere Transit 2000 Scania OmniLink II Mercedes-Benz Citaro O530 Van Hool NewA320 | Zile de funcționare Vineri – duminică                                                | Ziua / Seara / Noaptea / Sărbători Nu / Da / — / Da                                  | Călători/An 0                                                                        | Depouri Ets Liénard & Cie S.P.R.L.                                                   |                                                                                      |
| Traseu: Mons SNCB – Erquelinnes – Beaumont – Leugnies – Sivry gară – Rance – Robechies – Chimay / Momignies – Macon via L156a |                                                                                      |                                                                                      |                                                                                      | |                                                                                      |                                                                                      |                                                                                      |                                                                                      |                                                                                      |
| Altele: • Curse spre Chimay vinerea, prelungite spre Macon biserică prin intermediul liniei 156a. • Curse duminica spre Mons, cu pornire de la Chimay. |                                                                                      |                                                                                      |                                                                                      | |                                                                                      |                                                                                      |                                                                                      |                                                                                      |                                                                                      |
| 132c | Walcourt ↔ Chimay                                                                    | Walcourt ↔ Chimay                                                                    | Walcourt ↔ Chimay                                                                    | Walcourt ↔ Chimay                                                                                     | Walcourt ↔ Chimay                                                                    | Walcourt ↔ Chimay                                                                    | Walcourt ↔ Chimay                                                                    | Walcourt ↔ Chimay                                                                    | Walcourt ↔ Chimay                                                                    |
| Deschidere / închidere 21 aprilie 1987 / – | Lungime 39,824 km                                                                    | Durată 38 min                                                                        | Nr.stații 51                                                                         | Material rulant Jonckheere Transit 2000 Scania OmniLink II Mercedes-Benz Citaro O530 Van Hool NewA320 | Zile de funcționare Luni – vineri                                                    | Ziua / Seara / Noaptea / Sărbători Da / Nu / Nu / Nu                                 | Călători/An 0                                                                        | Depouri Ets Liénard & Cie S.P.R.L.                                                   |                                                                                      |
| Traseu: Walcourt – Boussu-lez-Walcourt – Vergnies – Fourbechies – Virelles – Chimay |                                                                                      |                                                                                      |                                                                                      | |                                                                                      |                                                                                      |                                                                                      |                                                                                      |                                                                                      |
| Altele: • Linie școlară. |                                                                                      |                                                                                      |                                                                                      | |                                                                                      |                                                                                      |                                                                                      |                                                                                      |                                                                                      |
| 136c | Chimay ↔ Cerfontaine                                                                 | Chimay ↔ Cerfontaine                                                                 | Chimay ↔ Cerfontaine                                                                 | Chimay ↔ Cerfontaine                                                                                  | Chimay ↔ Cerfontaine                                                                 | Chimay ↔ Cerfontaine                                                                 | Chimay ↔ Cerfontaine                                                                 | Chimay ↔ Cerfontaine                                                                 | Chimay ↔ Cerfontaine                                                                 |
| Deschidere / închidere 1 august 2019 / – | Lungime 39,824 km                                                                    | Durată 25 min                                                                        | Nr.stații 23                                                                         | Material rulant Jonckheere Transit 2000 Scania OmniLink II Mercedes-Benz Citaro O530 Van Hool NewA320 | Zile de funcționare Luni – vineri                                                    | Ziua / Seara / Noaptea / Sărbători Da / Nu / Nu / Nu                                 | Călători/An 0                                                                        | Depouri Ets Liénard & Cie S.P.R.L.                                                   |                                                                                      |
| Traseu: Chimay – Virelles – Froidchapelle – Cerfontaine |                                                                                      |                                                                                      |                                                                                      | |                                                                                      |                                                                                      |                                                                                      |                                                                                      |                                                                                      |
| Altele: • Linie școlară. |                                                                                      |                                                                                      |                                                                                      | |                                                                                      |                                                                                      |                                                                                      |                                                                                      |                                                                                      |
| 154-158 | Charleroi Beaux-Arts ↔ Châtelineau SNCB                                              | Charleroi Beaux-Arts ↔ Châtelineau SNCB                                              | Charleroi Beaux-Arts ↔ Châtelineau SNCB                                              | Charleroi Beaux-Arts ↔ Châtelineau SNCB                                                               | Charleroi Beaux-Arts ↔ Châtelineau SNCB                                              | Charleroi Beaux-Arts ↔ Châtelineau SNCB                                              | Charleroi Beaux-Arts ↔ Châtelineau SNCB                                              | Charleroi Beaux-Arts ↔ Châtelineau SNCB                                              | Charleroi Beaux-Arts ↔ Châtelineau SNCB                                              |
| Deschidere / închidere – / – | Lungime 21,765 km                                                                    | Durată 103 min                                                                       | Nr.stații 76                                                                         | Material rulant Irisbus Citelis VDL-Jonckheere Citea Volvo 7900 Electric Hybrid                       | Zile de funcționare Luni – duminică                                                  | Ziua / Seara / Noaptea / Sărbători Da / Da / Nu / Da                                 | Călători/An 0                                                                        | Depouri Genson                                                                       |                                                                                      |
| Traseu: Charleroi Beaux-Arts – Châtelineau – Roselies – Farciennes – Châtelineau SNCB |                                                                                      |                                                                                      |                                                                                      | |                                                                                      |                                                                                      |                                                                                      |                                                                                      |                                                                                      |
| Altele: • Traseu circular. • Traseul dus este parcurs de linia 154. Traseul întors este parcurs de linia 158. |                                                                                      |                                                                                      |                                                                                      | |                                                                                      |                                                                                      |                                                                                      |                                                                                      |                                                                                      |
| 155-156 | Gilly Gazomètre ↔ Châtelineau SNCB                                                   | Gilly Gazomètre ↔ Châtelineau SNCB                                                   | Gilly Gazomètre ↔ Châtelineau SNCB                                                   | Gilly Gazomètre ↔ Châtelineau SNCB                                                                    | Gilly Gazomètre ↔ Châtelineau SNCB                                                   | Gilly Gazomètre ↔ Châtelineau SNCB                                                   | Gilly Gazomètre ↔ Châtelineau SNCB                                                   | Gilly Gazomètre ↔ Châtelineau SNCB                                                   | Gilly Gazomètre ↔ Châtelineau SNCB                                                   |
| Deschidere / închidere – / – | Lungime 26,729 km                                                                    | Durată 113 min                                                                       | Nr.stații 98                                                                         | Material rulant Volvo 7900 Electric Hybrid                                                            | Zile de funcționare Luni – duminică                                                  | Ziua / Seara / Noaptea / Sărbători Da / Da / Nu / Da                                 | Călători/An 0                                                                        | Depouri Genson                                                                       |                                                                                      |
| Traseu: Gilly Gazomètre – Châtelineau – Tamines – Velaine – Châtelineau SNCB |                                                                                      |                                                                                      |                                                                                      | |                                                                                      |                                                                                      |                                                                                      |                                                                                      |                                                                                      |
| Altele: • Traseu circular. • Traseul dus este parcurs de linia 155. Traseul întors este parcurs de linia 156. |                                                                                      |                                                                                      |                                                                                      | |                                                                                      |                                                                                      |                                                                                      |                                                                                      |                                                                                      |
| 156a | Chimay SNCB ↔ Momignies / Macquenoise                                                | Chimay SNCB ↔ Momignies / Macquenoise                                                | Chimay SNCB ↔ Momignies / Macquenoise                                                | Chimay SNCB ↔ Momignies / Macquenoise                                                                 | Chimay SNCB ↔ Momignies / Macquenoise                                                | Chimay SNCB ↔ Momignies / Macquenoise                                                | Chimay SNCB ↔ Momignies / Macquenoise                                                | Chimay SNCB ↔ Momignies / Macquenoise                                                | Chimay SNCB ↔ Momignies / Macquenoise                                                |
| Deschidere / închidere 31 mai 1964 / – | Lungime 78,936 km                                                                    | Durată –                                                                             | Nr.stații 62                                                                         | Material rulant Jonckheere Transit 2000 Scania OmniLink II Mercedes-Benz Citaro O530 Van Hool NewA320 | Zile de funcționare Luni – duminică                                                  | Ziua / Seara / Noaptea / Sărbători Da / Nu / Nu / Da                                 | Călători/An 0                                                                        | Depouri Ets Liénard & Cie S.P.R.L.                                                   |                                                                                      |
| Traseu: Chimay SNCB – Robechies – Salles – Villers-la-Tour – Seloignes – Momignies – Macquenoise |                                                                                      |                                                                                      |                                                                                      | |                                                                                      |                                                                                      |                                                                                      |                                                                                      |                                                                                      |
| Altele: • Linie feroviară înainte de transformarea în rutieră, în 1964. A se vedea Linia SNCB 156. • Această linie are un traseu diferit în funcție de zi și de oră. |                                                                                      |                                                                                      |                                                                                      | |                                                                                      |                                                                                      |                                                                                      |                                                                                      |                                                                                      |
| 163 | Fleurus Champs-Élysées ↔ Gosselies Athénée                                           | Fleurus Champs-Élysées ↔ Gosselies Athénée                                           | Fleurus Champs-Élysées ↔ Gosselies Athénée                                           | Fleurus Champs-Élysées ↔ Gosselies Athénée                                                            | Fleurus Champs-Élysées ↔ Gosselies Athénée                                           | Fleurus Champs-Élysées ↔ Gosselies Athénée                                           | Fleurus Champs-Élysées ↔ Gosselies Athénée                                           | Fleurus Champs-Élysées ↔ Gosselies Athénée                                           | Fleurus Champs-Élysées ↔ Gosselies Athénée                                           |
| Deschidere / închidere – / – | Lungime 22,378 km                                                                    | Durată 52 min                                                                        | Nr.stații 40                                                                         | Material rulant —                                                                                     | Zile de funcționare Luni – vineri                                                    | Ziua / Seara / Noaptea / Sărbători Da / Nu / Nu / Nu                                 | Călători/An 0                                                                        | Depouri Jumet                                                                        |                                                                                      |
| Traseu: Fleurus – Wangenies – Heppignies – Ransart – Jumet – Gosselies |                                                                                      |                                                                                      |                                                                                      | |                                                                                      |                                                                                      |                                                                                      |                                                                                      |                                                                                      |
| Altele: • Linie școlară. |                                                                                      |                                                                                      |                                                                                      | |                                                                                      |                                                                                      |                                                                                      |                                                                                      |                                                                                      |
| 170 | Charleroi-Sud ↔ Spitalul Vésale                                                      | Charleroi-Sud ↔ Spitalul Vésale                                                      | Charleroi-Sud ↔ Spitalul Vésale                                                      | Charleroi-Sud ↔ Spitalul Vésale                                                                       | Charleroi-Sud ↔ Spitalul Vésale                                                      | Charleroi-Sud ↔ Spitalul Vésale                                                      | Charleroi-Sud ↔ Spitalul Vésale                                                      | Charleroi-Sud ↔ Spitalul Vésale                                                      | Charleroi-Sud ↔ Spitalul Vésale                                                      |
| Deschidere / închidere 27 februarie 2012 / – | Lungime 14,048 km                                                                    | Durată 28 min                                                                        | Nr.stații 35                                                                         | Material rulant —                                                                                     | Zile de funcționare Luni – duminică                                                  | Ziua / Seara / Noaptea / Sărbători Da / Da / Nu / Da                                 | Călători/An 0                                                                        | Depouri Jumet Nalinnes                                                               |                                                                                      |
| Traseu: Charleroi-Sud – Mont-sur-Marchienne – Montigny-le-Tilleul Centru, Spitalul André Vésale |                                                                                      |                                                                                      |                                                                                      | |                                                                                      |                                                                                      |                                                                                      |                                                                                      |                                                                                      |
| Altele: • Înainte de 27 februarie 2012, linia pornea de la Charleroi Beaux-Arts. |                                                                                      |                                                                                      |                                                                                      | |                                                                                      |                                                                                      |                                                                                      |                                                                                      |                                                                                      |
| 172 | Châtelet Justice ↔ Marchienne De Cartier                                             | Châtelet Justice ↔ Marchienne De Cartier                                             | Châtelet Justice ↔ Marchienne De Cartier                                             | Châtelet Justice ↔ Marchienne De Cartier                                                              | Châtelet Justice ↔ Marchienne De Cartier                                             | Châtelet Justice ↔ Marchienne De Cartier                                             | Châtelet Justice ↔ Marchienne De Cartier                                             | Châtelet Justice ↔ Marchienne De Cartier                                             | Châtelet Justice ↔ Marchienne De Cartier                                             |
| Deschidere / închidere – / – | Lungime 17,394 km                                                                    | Durată 46 min                                                                        | Nr.stații 44                                                                         | Material rulant —                                                                                     | Zile de funcționare Luni – sâmbătă                                                   | Ziua / Seara / Noaptea / Sărbători Da / Nu / Nu / Nu                                 | Călători/An 0                                                                        | Depouri Genson                                                                       |                                                                                      |
| Traseu: Châtelet – Gilly métro – Lodelinsart Spitalul Marie Curie – Marchienne Docherie – Marchienne De Cartier |                                                                                      |                                                                                      |                                                                                      | |                                                                                      |                                                                                      |                                                                                      |                                                                                      |                                                                                      |
| Altele: |                                                                                      |                                                                                      |                                                                                      | |                                                                                      |                                                                                      |                                                                                      |                                                                                      |                                                                                      |
| 173 | Piéton ↔ Charleroi-Sud                                                               | Piéton ↔ Charleroi-Sud                                                               | Piéton ↔ Charleroi-Sud                                                               | Piéton ↔ Charleroi-Sud                                                                                | Piéton ↔ Charleroi-Sud                                                               | Piéton ↔ Charleroi-Sud                                                               | Piéton ↔ Charleroi-Sud                                                               | Piéton ↔ Charleroi-Sud                                                               | Piéton ↔ Charleroi-Sud                                                               |
| Deschidere / închidere – / – | Lungime 22,691 km                                                                    | Durată 54 min                                                                        | Nr.stații 52                                                                         | Material rulant —                                                                                     | Zile de funcționare Luni – sâmbătă                                                   | Ziua / Seara / Noaptea / Sărbători Da / Nu / Nu / Nu                                 | Călători/An 0                                                                        | Depouri Anderlues                                                                    |                                                                                      |
| Traseu: Piéton – Forchies-la-Marche – Fontaine-l'Évêque – Leernes – Montigny-le-Tilleul – Mont-sur-Marchienne – Charleroi-Sud |                                                                                      |                                                                                      |                                                                                      | |                                                                                      |                                                                                      |                                                                                      |                                                                                      |                                                                                      |
| Altele: |                                                                                      |                                                                                      |                                                                                      | |                                                                                      |                                                                                      |                                                                                      |                                                                                      |                                                                                      |
| 192 | Thuin Nord / Gozée Piață terminus parțial ↔ Nalinnes Bultia                          | Thuin Nord / Gozée Piață terminus parțial ↔ Nalinnes Bultia                          | Thuin Nord / Gozée Piață terminus parțial ↔ Nalinnes Bultia                          | Thuin Nord / Gozée Piață terminus parțial ↔ Nalinnes Bultia                                           | Thuin Nord / Gozée Piață terminus parțial ↔ Nalinnes Bultia                          | Thuin Nord / Gozée Piață terminus parțial ↔ Nalinnes Bultia                          | Thuin Nord / Gozée Piață terminus parțial ↔ Nalinnes Bultia                          | Thuin Nord / Gozée Piață terminus parțial ↔ Nalinnes Bultia                          | Thuin Nord / Gozée Piață terminus parțial ↔ Nalinnes Bultia                          |
| Deschidere / închidere – / – | Lungime 40,794 km                                                                    | Durată 47-74 min                                                                     | Nr.stații 34-58                                                                      | Material rulant Van Hool NewA309 pe cursele parțiale                                                  | Zile de funcționare Luni – vineri                                                    | Ziua / Seara / Noaptea / Sărbători Da / Nu / Nu / Nu                                 | Călători/An 0                                                                        | Depouri Nalinnes                                                                     |                                                                                      |
| Traseu: Thuin – Abbaye d'Aulne / Gozée – Ham-sur-Heure – Cour-sur-Heure – Nalinnes |                                                                                      |                                                                                      |                                                                                      | |                                                                                      |                                                                                      |                                                                                      |                                                                                      |                                                                                      |
| Altele: • Traseul complet este o linie școlară. • Traseele parțiale reprezintă curse locale din Ham-sur-Heure-Nalinnes. |                                                                                      |                                                                                      |                                                                                      | |                                                                                      |                                                                                      |                                                                                      |                                                                                      |                                                                                      |
| 194 | Thuin Orașul de Jos ↔ Biercée Résidence Tilleul terminus parțial / Thuin Athénée     | Thuin Orașul de Jos ↔ Biercée Résidence Tilleul terminus parțial / Thuin Athénée     | Thuin Orașul de Jos ↔ Biercée Résidence Tilleul terminus parțial / Thuin Athénée     | Thuin Orașul de Jos ↔ Biercée Résidence Tilleul terminus parțial / Thuin Athénée                      | Thuin Orașul de Jos ↔ Biercée Résidence Tilleul terminus parțial / Thuin Athénée     | Thuin Orașul de Jos ↔ Biercée Résidence Tilleul terminus parțial / Thuin Athénée     | Thuin Orașul de Jos ↔ Biercée Résidence Tilleul terminus parțial / Thuin Athénée     | Thuin Orașul de Jos ↔ Biercée Résidence Tilleul terminus parțial / Thuin Athénée     | Thuin Orașul de Jos ↔ Biercée Résidence Tilleul terminus parțial / Thuin Athénée     |
| Deschidere / închidere – / – | Lungime 27,262 km                                                                    | Durată 78 min                                                                        | Nr.stații 47                                                                         | Material rulant –                                                                                     | Zile de funcționare Luni – vineri                                                    | Ziua / Seara / Noaptea / Sărbători Da / Nu / Nu / Nu                                 | Călători/An 0                                                                        | Depouri Anderlues                                                                    |                                                                                      |
| Traseu: Thuin – Ragnies – Leers-et-Fosteau – Sars-la-Buissière – Biercée – Thuin |                                                                                      |                                                                                      |                                                                                      | |                                                                                      |                                                                                      |                                                                                      |                                                                                      |                                                                                      |
| Altele: • Traseul complet este o linie școlară. • Vinerea, zi de târg, o cursă specială circulă în sens invers liniei obișnuite. |                                                                                      |                                                                                      |                                                                                      | |                                                                                      |                                                                                      |                                                                                      |                                                                                      |                                                                                      |
| 365a | Bruxelles-Midi ↔ Jumet Madeleine                                                     | Bruxelles-Midi ↔ Jumet Madeleine                                                     | Bruxelles-Midi ↔ Jumet Madeleine                                                     | Bruxelles-Midi ↔ Jumet Madeleine                                                                      | Bruxelles-Midi ↔ Jumet Madeleine                                                     | Bruxelles-Midi ↔ Jumet Madeleine                                                     | Bruxelles-Midi ↔ Jumet Madeleine                                                     | Bruxelles-Midi ↔ Jumet Madeleine                                                     | Bruxelles-Midi ↔ Jumet Madeleine                                                     |
| Deschidere / închidere 22 iunie 2013 / – | Lungime 47,613 km                                                                    | Durată 83 min                                                                        | Nr.stații 81                                                                         | Material rulant Mercedes-Benz Integro O550                                                            | Zile de funcționare Luni – duminică                                                  | Ziua / Seara / Noaptea / Sărbători Da / Da / Nu / Da                                 | Călători/An 0                                                                        | Depouri Ets. Picavet et Cie S.A.                                                     |                                                                                      |
| Traseu: Bruxelles-Midi – Uccle – Sint-Genesius-Rode – Waterloo – Genappe – Baisy-Thy – Gosselies – Jumet Madeleine |                                                                                      |                                                                                      |                                                                                      | |                                                                                      |                                                                                      |                                                                                      |                                                                                      |                                                                                      |
| Altele: • Fostă linie complementară a SNCB. A se vedea Autobuzele SNCB. • Afișajul autobuzelor este: 365 Bruxelles-Brussel/Charleroi. |                                                                                      |                                                                                      |                                                                                      | |                                                                                      |                                                                                      |                                                                                      |                                                                                      |                                                                                      |
| 366 | Genappe / Baisy-Thy / Houtain-le-Val terminus parțial ↔ Rèves                        | Genappe / Baisy-Thy / Houtain-le-Val terminus parțial ↔ Rèves                        | Genappe / Baisy-Thy / Houtain-le-Val terminus parțial ↔ Rèves                        | Genappe / Baisy-Thy / Houtain-le-Val terminus parțial ↔ Rèves                                         | Genappe / Baisy-Thy / Houtain-le-Val terminus parțial ↔ Rèves                        | Genappe / Baisy-Thy / Houtain-le-Val terminus parțial ↔ Rèves                        | Genappe / Baisy-Thy / Houtain-le-Val terminus parțial ↔ Rèves                        | Genappe / Baisy-Thy / Houtain-le-Val terminus parțial ↔ Rèves                        | Genappe / Baisy-Thy / Houtain-le-Val terminus parțial ↔ Rèves                        |
| Deschidere / închidere – / – | Lungime 28,260 km                                                                    | Durată 4-44 min                                                                      | Nr.stații 4-42                                                                       | Material rulant Mercedes-Benz Integro O550                                                            | Zile de funcționare Luni – vineri                                                    | Ziua / Seara / Noaptea / Sărbători Da / Nu / Nu / Nu                                 | Călători/An 0                                                                        | Depouri Ets. Picavet et Cie S.A.                                                     |                                                                                      |
| Traseu: Genappe / Houtain-le-Val / Baisy-Thy – Loupoigne – Sart-Dames-Avelines – Rèves |                                                                                      |                                                                                      |                                                                                      | |                                                                                      |                                                                                      |                                                                                      |                                                                                      |                                                                                      |
| Altele: • Linie școlară. • Secțiunea Genappe - Houtain-le-Val este deservită tot timpul anului. |                                                                                      |                                                                                      |                                                                                      | |                                                                                      |                                                                                      |                                                                                      |                                                                                      |                                                                                      |
| 710 | Charleroi Beaux-Arts ↔ Fleurus Champs-Élysées                                        | Charleroi Beaux-Arts ↔ Fleurus Champs-Élysées                                        | Charleroi Beaux-Arts ↔ Fleurus Champs-Élysées                                        | Charleroi Beaux-Arts ↔ Fleurus Champs-Élysées                                                         | Charleroi Beaux-Arts ↔ Fleurus Champs-Élysées                                        | Charleroi Beaux-Arts ↔ Fleurus Champs-Élysées                                        | Charleroi Beaux-Arts ↔ Fleurus Champs-Élysées                                        | Charleroi Beaux-Arts ↔ Fleurus Champs-Élysées                                        | Charleroi Beaux-Arts ↔ Fleurus Champs-Élysées                                        |
| Deschidere / închidere 27 februarie 2012 / – | Lungime 17,441 km                                                                    | Durată 44 min                                                                        | Nr.stații 49                                                                         | Material rulant                                                                                       | Zile de funcționare Luni – duminică                                                  | Ziua / Seara / Noaptea / Sărbători Da / Da / Nu / Da                                 | Călători/An 0                                                                        | Depouri Genson                                                                       |                                                                                      |
| Traseu: Charleroi – Lodelinsart – Gilly metrou – Gilly Soleilmont – Châtelineau Piața Destrée – Fleurus |                                                                                      |                                                                                      |                                                                                      | |                                                                                      |                                                                                      |                                                                                      |                                                                                      |                                                                                      |
| Altele: • Linie școlară. • Secțiunea Genappe - Houtain-le-Val este deservită tot timpul anului. |                                                                                      |                                                                                      |                                                                                      | |                                                                                      |                                                                                      |                                                                                      |                                                                                      |                                                                                      |
| W03 | Chimay ↔ Charleroi-Sud                                                               | Chimay ↔ Charleroi-Sud                                                               | Chimay ↔ Charleroi-Sud                                                               | Chimay ↔ Charleroi-Sud                                                                                | Chimay ↔ Charleroi-Sud                                                               | Chimay ↔ Charleroi-Sud                                                               | Chimay ↔ Charleroi-Sud                                                               | Chimay ↔ Charleroi-Sud                                                               | Chimay ↔ Charleroi-Sud                                                               |
| Deschidere / închidere 29 aprilie 2019 / 1 octombrie 2020 | Lungime 51,402 km                                                                    | Durată 57 min                                                                        | Nr.stații 6                                                                          | Material rulant Mercedes-Benz O 633L Intouro L                                                        | Zile de funcționare Luni – vineri                                                    | Ziua / Seara / Noaptea / Sărbători Da / Nu / Nu / Nu                                 | Călători/An 0                                                                        | Depouri Ets Liénard & Cie S.P.R.L.                                                   |                                                                                      |
| Traseu: Chimay – Rance – Beaumont – Charleroi-Sud |                                                                                      |                                                                                      |                                                                                      | |                                                                                      |                                                                                      |                                                                                      |                                                                                      |                                                                                      |
| Altele: • Linie expres. • Rezervare obligatorie cu minim 30 de minute înainte. • Linie fuzionată cu linia Expres 109d și renumerotată în E109, pe 1/10/2020. |                                                                                      |                                                                                      |                                                                                      | |                                                                                      |                                                                                      |                                                                                      |                                                                                      |                                                                                      |
| E109 | Charleroi-Sud ↔ Momignies Piață                                                      | Charleroi-Sud ↔ Momignies Piață                                                      | Charleroi-Sud ↔ Momignies Piață                                                      | Charleroi-Sud ↔ Momignies Piață                                                                       | Charleroi-Sud ↔ Momignies Piață                                                      | Charleroi-Sud ↔ Momignies Piață                                                      | Charleroi-Sud ↔ Momignies Piață                                                      | Charleroi-Sud ↔ Momignies Piață                                                      | Charleroi-Sud ↔ Momignies Piață                                                      |
| Deschidere / închidere 21 octombrie 2020 / – | Lungime 62,441 km                                                                    | Durată 76 min                                                                        | Nr.stații 13                                                                         | Material rulant Mercedes-Benz O 633L Intouro L                                                        | Zile de funcționare Luni – vineri                                                    | Ziua / Seara / Noaptea / Sărbători Da / Nu / Nu / Nu                                 | Călători/An 0                                                                        | Depouri Ets Liénard & Cie S.P.R.L.                                                   |                                                                                      |
| Traseu: Charleroi-Sud – Gozée – Beaumont – Rance – Chimay – Momignies |                                                                                      |                                                                                      |                                                                                      | |                                                                                      |                                                                                      |                                                                                      |                                                                                      |                                                                                      |
| Altele: • Linie realizată prin fuziunea liniilor 109d și WEL W03, pe 1/10/2020. |                                                                                      |                                                                                      |                                                                                      | |                                                                                      |                                                                                      |                                                                                      |                                                                                      |                                                                                      |
| M1ab | Anderlues Monument ↔ Charleroi-Sud                                                   | Anderlues Monument ↔ Charleroi-Sud                                                   | Anderlues Monument ↔ Charleroi-Sud                                                   | Anderlues Monument ↔ Charleroi-Sud                                                                    | Anderlues Monument ↔ Charleroi-Sud                                                   | Anderlues Monument ↔ Charleroi-Sud                                                   | Anderlues Monument ↔ Charleroi-Sud                                                   | Anderlues Monument ↔ Charleroi-Sud                                                   | Anderlues Monument ↔ Charleroi-Sud                                                   |
| Deschidere / închidere 27 februarie 2012 / – | Lungime 17,624 km                                                                    | Durată 76 min                                                                        | Nr.stații 37                                                                         | Material rulant Mercedes-Benz O 633L Intouro L                                                        | Zile de funcționare Luni – duminică                                                  | Ziua / Seara / Noaptea / Sărbători Nu / Da / Nu / Da                                 | Călători/An 0                                                                        | Depouri Anderlues                                                                    |                                                                                      |
| Traseu: Anderlues – Pétria – Moulin – Beaux-Arts – Parc – Sud |                                                                                      |                                                                                      |                                                                                      | |                                                                                      |                                                                                      |                                                                                      |                                                                                      |                                                                                      |
| Altele: • După ora 20:00, înlocuiește liniile M1 și M2 ale metroului ușor. |                                                                                      |                                                                                      |                                                                                      | |                                                                                      |                                                                                      |                                                                                      |                                                                                      |                                                                                      |
| M3ab | Faubourg de Bruxelles ↔ Charleroi-Sud                                                | Faubourg de Bruxelles ↔ Charleroi-Sud                                                | Faubourg de Bruxelles ↔ Charleroi-Sud                                                | Faubourg de Bruxelles ↔ Charleroi-Sud                                                                 | Faubourg de Bruxelles ↔ Charleroi-Sud                                                | Faubourg de Bruxelles ↔ Charleroi-Sud                                                | Faubourg de Bruxelles ↔ Charleroi-Sud                                                | Faubourg de Bruxelles ↔ Charleroi-Sud                                                | Faubourg de Bruxelles ↔ Charleroi-Sud                                                |
| Deschidere / închidere 27 februarie 2012 / – | Lungime 11,692 km                                                                    | Durată 28 min                                                                        | Nr.stații 25                                                                         | Material rulant –                                                                                     | Zile de funcționare Luni – duminică                                                  | Ziua / Seara / Noaptea / Sărbători Nu / Da / Nu / Da                                 | Călători/An 0                                                                        | Depouri Jumet                                                                        |                                                                                      |
| Traseu: Faubourg de Bruxelles – Madeleine – Piges – Beaux-Arts – Parc – Sud |                                                                                      |                                                                                      |                                                                                      | |                                                                                      |                                                                                      |                                                                                      |                                                                                      |                                                                                      |
| Altele: • După ora 20:00, înlocuiește linia M3 a metroului ușor. |                                                                                      |                                                                                      |                                                                                      | |                                                                                      |                                                                                      |                                                                                      |                                                                                      |                                                                                      |
| M4ab | Châtelineau Piața Destrée ↔ Charleroi-Sud                                            | Châtelineau Piața Destrée ↔ Charleroi-Sud                                            | Châtelineau Piața Destrée ↔ Charleroi-Sud                                            | Châtelineau Piața Destrée ↔ Charleroi-Sud                                                             | Châtelineau Piața Destrée ↔ Charleroi-Sud                                            | Châtelineau Piața Destrée ↔ Charleroi-Sud                                            | Châtelineau Piața Destrée ↔ Charleroi-Sud                                            | Châtelineau Piața Destrée ↔ Charleroi-Sud                                            | Châtelineau Piața Destrée ↔ Charleroi-Sud                                            |
| Deschidere / închidere 27 februarie 2012 / – | Lungime 8,295 km                                                                     | Durată 28 min                                                                        | Nr.stații 25                                                                         | Material rulant –                                                                                     | Zile de funcționare Luni – duminică                                                  | Ziua / Seara / Noaptea / Sărbători Nu / Da / Nu / Da                                 | Călători/An 0                                                                        | Depouri Genson                                                                       |                                                                                      |
| Traseu: Châtelineau – Soleilmont – Gazomètre – Beaux-Arts – Ouest – Sud |                                                                                      |                                                                                      |                                                                                      | |                                                                                      |                                                                                      |                                                                                      |                                                                                      |                                                                                      |
| Altele: • După ora 20:00, înlocuiește linia M4 a metroului ușor. |                                                                                      |                                                                                      |                                                                                      | |                                                                                      |                                                                                      |                                                                                      |                                                                                      |                                                                                      |
| A | Charleroi-Sud ↔ Aeroport                                                             | Charleroi-Sud ↔ Aeroport                                                             | Charleroi-Sud ↔ Aeroport                                                             | Charleroi-Sud ↔ Aeroport                                                                              | Charleroi-Sud ↔ Aeroport                                                             | Charleroi-Sud ↔ Aeroport                                                             | Charleroi-Sud ↔ Aeroport                                                             | Charleroi-Sud ↔ Aeroport                                                             | Charleroi-Sud ↔ Aeroport                                                             |
| Deschidere / închidere – / – | Lungime 13,496 km                                                                    | Durată 17 min                                                                        | Nr.stații 2                                                                          | Material rulant DL Jonckheere Transit 2000G Van Hool NewAG300                                         | Zile de funcționare Luni – duminică                                                  | Ziua / Seara / Noaptea / Sărbători Da / Da / Nu / Da                                 | Călători/An 0                                                                        | Depouri Jumet                                                                        |                                                                                      |
| Traseu: Charleroi-Sud – A54 – Aeroport |                                                                                      |                                                                                      |                                                                                      | |                                                                                      |                                                                                      |                                                                                      |                                                                                      |                                                                                      |
| Altele: • Linie cu tarifare specială. • 5€/cursă. • Abonamentele și cartelele TEC nu sunt valabile. |                                                                                      |                                                                                      |                                                                                      | |                                                                                      |                                                                                      |                                                                                      |                                                                                      |                                                                                      |
| ABBA | Specială Abbaye d'Aulne                                                              | Specială Abbaye d'Aulne                                                              | Specială Abbaye d'Aulne                                                              | Specială Abbaye d'Aulne                                                                               | Specială Abbaye d'Aulne                                                              | Specială Abbaye d'Aulne                                                              | Specială Abbaye d'Aulne                                                              | Specială Abbaye d'Aulne                                                              | Specială Abbaye d'Aulne                                                              |
| Charleroi-Sud ↔ Abbaye d'Aulne |                                                                                      |                                                                                      |                                                                                      | |                                                                                      |                                                                                      |                                                                                      |                                                                                      |                                                                                      |
| Deschidere / închidere – / – | Lungime 18,771 km                                                                    | Durată 27 min                                                                        | Nr.stații 32                                                                         | Material rulant Iribus Citelis 12 Van Hool A330                                                       | Zile de funcționare Sâmbătă – duminică                                               | Ziua / Seara / Noaptea / Sărbători Da / Nu / Nu / Da                                 | Călători/An 0                                                                        | Depouri Anderlues                                                                    |                                                                                      |
| Traseu: Charleroi-Sud – Marchienne-au-Pont – Montigny-le-Tilleul – Gozée – Abbaye d'Aulne |                                                                                      |                                                                                      |                                                                                      | |                                                                                      |                                                                                      |                                                                                      |                                                                                      |                                                                                      |
| Altele: • Linie turistică. • Circulă doar sâmbăta, duminica și sărbătorile legale din iulie și august. |                                                                                      |                                                                                      |                                                                                      | |                                                                                      |                                                                                      |                                                                                      |                                                                                      |                                                                                      |
| BRUY | Specială Les Bruyères                                                                | Specială Les Bruyères                                                                | Specială Les Bruyères                                                                | Specială Les Bruyères                                                                                 | Specială Les Bruyères                                                                | Specială Les Bruyères                                                                | Specială Les Bruyères                                                                | Specială Les Bruyères                                                                | Specială Les Bruyères                                                                |
| Charleroi-Sud ↔ Marcinelle Sanatoriu |                                                                                      |                                                                                      |                                                                                      | |                                                                                      |                                                                                      |                                                                                      |                                                                                      |                                                                                      |
| Deschidere / închidere – / – | Lungime 6,065 km                                                                     | Durată 16 min                                                                        | Nr.stații 15                                                                         | Material rulant –                                                                                     | Zile de funcționare Luni – vineri                                                    | Ziua / Seara / Noaptea / Sărbători Da / Nu / Nu / Nu                                 | Călători/An 0                                                                        | Depouri Genson                                                                       |                                                                                      |
| Traseu: Charleroi-Sud – Marchienne-au-Pont – Montigny-le-Tilleul – Gozée – Abbaye d'Aulne |                                                                                      |                                                                                      |                                                                                      | |                                                                                      |                                                                                      |                                                                                      |                                                                                      |                                                                                      |
| Altele: • Circulă la orele de vârf și în perioda școlară. • Linie școlară pentru elevii din Bruyères. |                                                                                      |                                                                                      |                                                                                      | |                                                                                      |                                                                                      |                                                                                      |                                                                                      |                                                                                      |
| CERI | Specială Cerisiers                                                                   | Specială Cerisiers                                                                   | Specială Cerisiers                                                                   | Specială Cerisiers                                                                                    | Specială Cerisiers                                                                   | Specială Cerisiers                                                                   | Specială Cerisiers                                                                   | Specială Cerisiers                                                                   | Specială Cerisiers                                                                   |
| Charleroi-Sud ↔ Marcinelle Școala Cerisiers |                                                                                      |                                                                                      |                                                                                      | |                                                                                      |                                                                                      |                                                                                      |                                                                                      |                                                                                      |
| Deschidere / închidere – / – | Lungime 4,909 km                                                                     | Durată 10 min                                                                        | Nr.stații 9                                                                          | Material rulant –                                                                                     | Zile de funcționare Luni – vineri                                                    | Ziua / Seara / Noaptea / Sărbători Da / Nu / Nu / Nu                                 | Călători/An 0                                                                        | Depouri Genson                                                                       |                                                                                      |
| Traseu: — |                                                                                      |                                                                                      |                                                                                      | |                                                                                      |                                                                                      |                                                                                      |                                                                                      |                                                                                      |
| Altele: • Circulă la orele de vârf și în perioda școlară. • Linie școlară pentru elevii din Cerisiers. |                                                                                      |                                                                                      |                                                                                      | |                                                                                      |                                                                                      |                                                                                      |                                                                                      |                                                                                      |
| CITY | City-Bus                                                                             | City-Bus                                                                             | City-Bus                                                                             | City-Bus                                                                                              | City-Bus                                                                             | City-Bus                                                                             | City-Bus                                                                             | City-Bus                                                                             | City-Bus                                                                             |
| Charleroi Villette ↔ Ville 2 - Genson Depou |                                                                                      |                                                                                      |                                                                                      | |                                                                                      |                                                                                      |                                                                                      |                                                                                      |                                                                                      |
| Deschidere / închidere – / – | Lungime 6,065 km                                                                     | Durată 20 min                                                                        | Nr.stații 19                                                                         | Material rulant Jonckheere Transit 2000M Heuliez GX 127 Van Hool NewA309                              | Zile de funcționare Luni – sâmbătă                                                   | Ziua / Seara / Noaptea / Sărbători Da / Nu / Nu / Nu                                 | Călători/An 0                                                                        | Depouri Genson                                                                       |                                                                                      |
| Traseu: Ville Basse – Hôpitaux – Waterloo – Ville 2 – Depou Genson |                                                                                      |                                                                                      |                                                                                      | |                                                                                      |                                                                                      |                                                                                      |                                                                                      |                                                                                      |
| Altele: • Circuit urban. • Tarif unic: 1€. • Abonamentele nu sunt valabile. • 2 autobuze pe oră, de la 9h30 la 17h30. |                                                                                      |                                                                                      |                                                                                      | |                                                                                      |                                                                                      |                                                                                      |                                                                                      |                                                                                      |
| MCOU | Specială piața Courcelles                                                            | Specială piața Courcelles                                                            | Specială piața Courcelles                                                            | Specială piața Courcelles                                                                             | Specială piața Courcelles                                                            | Specială piața Courcelles                                                            | Specială piața Courcelles                                                            | Specială piața Courcelles                                                            | Specială piața Courcelles                                                            |
| Gouy-lez-Piéton Piața comunală ↔ Courcelles Trieux |                                                                                      |                                                                                      |                                                                                      | |                                                                                      |                                                                                      |                                                                                      |                                                                                      |                                                                                      |
| Deschidere / închidere – / – | Lungime 6,002 km                                                                     | Durată 10 min                                                                        | Nr.stații 10                                                                         | Material rulant –                                                                                     | Zile de funcționare Miercuri                                                         | Ziua / Seara / Noaptea / Sărbători Da / Nu / – / Nu                                  | Călători/An 0                                                                        | Depouri Anderlues Jumet                                                              |                                                                                      |
| Traseu: Gouy-lez-Piéton – Courcelles |                                                                                      |                                                                                      |                                                                                      | |                                                                                      |                                                                                      |                                                                                      |                                                                                      |                                                                                      |
| Altele: |                                                                                      |                                                                                      |                                                                                      | |                                                                                      |                                                                                      |                                                                                      |                                                                                      |                                                                                      |
| MFON | Specială piața Fontaine                                                              | Specială piața Fontaine                                                              | Specială piața Fontaine                                                              | Specială piața Fontaine                                                                               | Specială piața Fontaine                                                              | Specială piața Fontaine                                                              | Specială piața Fontaine                                                              | Specială piața Fontaine                                                              | Specială piața Fontaine                                                              |
| Fontaine-l'Évêque, Piața Mays ↔ Fontaine metrou |                                                                                      |                                                                                      |                                                                                      | |                                                                                      |                                                                                      |                                                                                      |                                                                                      |                                                                                      |
| Deschidere / închidere – / – | Lungime 4,191 km                                                                     | Durată 10 min                                                                        | Nr.stații 9                                                                          | Material rulant –                                                                                     | Zile de funcționare Miercuri                                                         | Ziua / Seara / Noaptea / Sărbători Da / Nu / – / Nu                                  | Călători/An 0                                                                        | Depouri Anderlues Jumet                                                              |                                                                                      |
| Traseu: Fontaine-l'Évêque |                                                                                      |                                                                                      |                                                                                      | |                                                                                      |                                                                                      |                                                                                      |                                                                                      |                                                                                      |
| Altele: |                                                                                      |                                                                                      |                                                                                      | |                                                                                      |                                                                                      |                                                                                      |                                                                                      |                                                                                      |
| MIDO | CITY Docherie CHARLEROI                                                              | CITY Docherie CHARLEROI                                                              | CITY Docherie CHARLEROI                                                              | CITY Docherie CHARLEROI                                                                               | CITY Docherie CHARLEROI                                                              | CITY Docherie CHARLEROI                                                              | CITY Docherie CHARLEROI                                                              | CITY Docherie CHARLEROI                                                              | CITY Docherie CHARLEROI                                                              |
| Beaux-Arts ↔ Docherie Piața Astrid |                                                                                      |                                                                                      |                                                                                      | |                                                                                      |                                                                                      |                                                                                      |                                                                                      |                                                                                      |
| Deschidere / închidere – / – | Lungime 10,915 km                                                                    | Durată 27 min                                                                        | Nr.stații 28                                                                         | Material rulant Jonckheere Transit 2000M Heuliez GX 127 Van Hool NewA309                              | Zile de funcționare Luni – sâmbătă                                                   | Ziua / Seara / Noaptea / Sărbători Da / Nu / Nu / Nu                                 | Călători/An 0                                                                        | Depouri Genson                                                                       |                                                                                      |
| Traseu: Charleroi – Dampremy – Jumet – Marchienne Docherie |                                                                                      |                                                                                      |                                                                                      | |                                                                                      |                                                                                      |                                                                                      |                                                                                      |                                                                                      |
| Altele: • Circuit urban. • Tarif unic: 1€. • Abonamentele nu sunt valabile. • 2 autobuze pe oră, de la 9h30 la 17h00. |                                                                                      |                                                                                      |                                                                                      | |                                                                                      |                                                                                      |                                                                                      |                                                                                      |                                                                                      |
| LBV | Bonvibus                                                                             | Bonvibus                                                                             | Bonvibus                                                                             | Bonvibus                                                                                              | Bonvibus                                                                             | Bonvibus                                                                             | Bonvibus                                                                             | Bonvibus                                                                             | Bonvibus                                                                             |
| Pont-à-Celles Piață comunală ↔ Wayaux Piață |                                                                                      |                                                                                      |                                                                                      | |                                                                                      |                                                                                      |                                                                                      |                                                                                      |                                                                                      |
| Deschidere / închidere 20 decembrie 2007 / – | Lungime 52,235 km                                                                    | Durată 27-52 min                                                                     | Nr.stații 20-46                                                                      | Material rulant Irisbus Marcopolo Senior                                                              | Zile de funcționare Luni – vineri                                                    | Ziua / Seara / Noaptea / Sărbători Da / Nu / Nu / Nu                                 | Călători/An 0                                                                        | Depouri Comuna Bons Villers                                                          |                                                                                      |
| Traseu: — |                                                                                      |                                                                                      |                                                                                      | |                                                                                      |                                                                                      |                                                                                      |                                                                                      |                                                                                      |
| Altele: • Autobuz local al comunei Les Bons Villers. • Această linie are un traseu diferit în funcție de zi și de oră. • Începând din 1 septembrie 2020: –stațiile Pont-a-Celles Piață comunală, Luttre Lidl, Rêves Odoumont, Rêves Habitation 76, Rêves rue Revioux, Rêves Wattimez-Bas și Rêves Wattimez-Haut au fost suprimate; –stația Mellet Piață a început să fie deservită de linie; –linia a devenit gratuită; |                                                                                      |                                                                                      |                                                                                      | |                                                                                      |                                                                                      |                                                                                      |                                                                                      |                                                                                      |
| R'bus | Circuit Froidchapelle                                                                | Circuit Froidchapelle                                                                | Circuit Froidchapelle                                                                | Circuit Froidchapelle                                                                                 | Circuit Froidchapelle                                                                | Circuit Froidchapelle                                                                | Circuit Froidchapelle                                                                | Circuit Froidchapelle                                                                | Circuit Froidchapelle                                                                |
| Froidchapelle Piață ↔ Walcourt SNCB |                                                                                      |                                                                                      |                                                                                      | |                                                                                      |                                                                                      |                                                                                      |                                                                                      |                                                                                      |
| Deschidere / închidere 20 mai 2014 / – | Lungime 52,235 km                                                                    | Durată 33 min                                                                        | Nr.stații 32                                                                         | Material rulant Iveco Bus GX 137                                                                      | Zile de funcționare Luni – vineri                                                    | Ziua / Seara / Noaptea / Sărbători Da / Nu / Nu / Nu                                 | Călători/An 0                                                                        | Depouri Comuna Froidchapelle                                                         |                                                                                      |
| Traseu: — |                                                                                      |                                                                                      |                                                                                      | |                                                                                      |                                                                                      |                                                                                      |                                                                                      |                                                                                      |
| Altele: • Autobuz local al comunei Froidchapelle. • Această linie are un traseu diferit în funcție de zi și de oră. |                                                                                      |                                                                                      |                                                                                      | |                                                                                      |                                                                                      |                                                                                      |                                                                                      |                                                                                      |

### Linii de penetrare ale altor direcții TEC

#### Linii exploatate de TEC Brabantul Valon
| Linie                                                                                     | Caracteristici                                            | Caracteristici                                            | Caracteristici                                            | Caracteristici | Caracteristici                                            | Caracteristici                                            | Caracteristici                                            | Caracteristici                                            | Caracteristici                                            |
| 70                                                                                        | Nivelles ↔ Rosseignies terminus parțial / Buzet           | Nivelles ↔ Rosseignies terminus parțial / Buzet           | Nivelles ↔ Rosseignies terminus parțial / Buzet           | Nivelles ↔ Rosseignies terminus parțial / Buzet | Nivelles ↔ Rosseignies terminus parțial / Buzet           | Nivelles ↔ Rosseignies terminus parțial / Buzet           | Nivelles ↔ Rosseignies terminus parțial / Buzet           | Nivelles ↔ Rosseignies terminus parțial / Buzet           | Nivelles ↔ Rosseignies terminus parțial / Buzet           |
| ----------------------------------------------------------------------------------------- | --------------------------------------------------------- | --------------------------------------------------------- | --------------------------------------------------------- | --- | --------------------------------------------------------- | --------------------------------------------------------- | --------------------------------------------------------- | --------------------------------------------------------- | --------------------------------------------------------- |
| Deschidere / închidere – / –                                                              | Lungime —                                                 | Durată 38 min                                             | Nr.stații 26                                              | Material rulant Regie proprie: Mercedes-Benz Citaro G II Mercedes-Benz Citaro G C2 Van Hool NewA330 Van Hool NewAG300 Iribus Agora S Irisbus Arway Renault R312 Subcontractori: Jonckheere Transit 2000 Mercedes-Benz Citaro LE Mercedes-Benz Citaro G II Mercedes-Benz Citaro G C2 Mercedes-Benz Integro Van Hool NewA360 Van Hool Linea | Zile de funcționare Luni – sâmbătă                        | Ziua / Seara / Noaptea / Sărbători Da / Nu / Nu / Nu      | Călători/An 0                                             | Depouri Baulers Fr. Cardona et Deltenre                   |                                                           |
| Traseu: Nivelles – Petit-Rœulx – Rosseignies – Buzet                                      |                                                           |                                                           |                                                           | |                                                           |                                                           |                                                           |                                                           |                                                           |
| Altele:                                                                                   |                                                           |                                                           |                                                           | |                                                           |                                                           |                                                           |                                                           |                                                           |
| 73                                                                                        | Nivelles ↔ Fleurus                                        | Nivelles ↔ Fleurus                                        | Nivelles ↔ Fleurus                                        | Nivelles ↔ Fleurus | Nivelles ↔ Fleurus                                        | Nivelles ↔ Fleurus                                        | Nivelles ↔ Fleurus                                        | Nivelles ↔ Fleurus                                        | Nivelles ↔ Fleurus                                        |
| Deschidere / închidere – / –                                                              | Lungime —                                                 | Durată 45 min                                             | Nr.stații 44                                              | Material rulant Mercedes-Benz Citaro G II Mercedes-Benz Citaro G C2 Van Hool NewA330 Van Hool NewAG300 Iribus Agora S Irisbus Arway Renault R312 | Zile de funcționare Luni – sâmbătă                        | Ziua / Seara / Noaptea / Sărbători Da / Nu / Nu / Nu      | Călători/An 0                                             | Depouri Baulers                                           |                                                           |
| Traseu: Nivelles – Rèves – Frasnes-lez-Gosselies – Mellet – Fleurus                       |                                                           |                                                           |                                                           | |                                                           |                                                           |                                                           |                                                           |                                                           |
| Altele:                                                                                   |                                                           |                                                           |                                                           | |                                                           |                                                           |                                                           |                                                           |                                                           |
| 568                                                                                       | Nivelles ↔ Sart-Dames-Avelines terminus parțial / Fleurus | Nivelles ↔ Sart-Dames-Avelines terminus parțial / Fleurus | Nivelles ↔ Sart-Dames-Avelines terminus parțial / Fleurus | Nivelles ↔ Sart-Dames-Avelines terminus parțial / Fleurus | Nivelles ↔ Sart-Dames-Avelines terminus parțial / Fleurus | Nivelles ↔ Sart-Dames-Avelines terminus parțial / Fleurus | Nivelles ↔ Sart-Dames-Avelines terminus parțial / Fleurus | Nivelles ↔ Sart-Dames-Avelines terminus parțial / Fleurus | Nivelles ↔ Sart-Dames-Avelines terminus parțial / Fleurus |
| Deschidere / închidere – / –                                                              | Lungime —                                                 | Durată 50 min                                             | Nr.stații 65                                              | Material rulant Jonckheere Transit 2000 Mercedes-Benz Citaro LE Mercedes-Benz Citaro G II Mercedes-Benz Citaro G C2 Mercedes-Benz Integro Van Hool NewA360 Van Hool Linea | Zile de funcționare Luni – vineri                         | Ziua / Seara / Noaptea / Sărbători Da / Nu / Nu / Nu      | Călători/An 0                                             | Depouri Baulers Fr. Cardona et Deltenre                   |                                                           |
| Traseu: Nivelles – Houtain-le-Val – Sart-Dames-Avelines – Marbais – Saint-Amand – Fleurus |                                                           |                                                           |                                                           | |                                                           |                                                           |                                                           |                                                           |                                                           |
| Altele:                                                                                   |                                                           |                                                           |                                                           | |                                                           |                                                           |                                                           |                                                           |                                                           |

#### Linii exploatate de TEC Hainaut
| Linie | Caracteristici                                           | Caracteristici                                           | Caracteristici                                           | Caracteristici                                                                                 | Caracteristici                                           | Caracteristici                                           | Caracteristici                                           | Caracteristici                                           | Caracteristici                                           |
| 21 | Binche ↔ Buvrinnes terminus parțial / Estinnes-au-Mont   | Binche ↔ Buvrinnes terminus parțial / Estinnes-au-Mont   | Binche ↔ Buvrinnes terminus parțial / Estinnes-au-Mont   | Binche ↔ Buvrinnes terminus parțial / Estinnes-au-Mont                                         | Binche ↔ Buvrinnes terminus parțial / Estinnes-au-Mont   | Binche ↔ Buvrinnes terminus parțial / Estinnes-au-Mont   | Binche ↔ Buvrinnes terminus parțial / Estinnes-au-Mont   | Binche ↔ Buvrinnes terminus parțial / Estinnes-au-Mont   | Binche ↔ Buvrinnes terminus parțial / Estinnes-au-Mont   |
| --- | -------------------------------------------------------- | -------------------------------------------------------- | -------------------------------------------------------- | ---------------------------------------------------------------------------------------------- | -------------------------------------------------------- | -------------------------------------------------------- | -------------------------------------------------------- | -------------------------------------------------------- | -------------------------------------------------------- |
| Deschidere / închidere – / –                                                                                        | Lungime —                                                | Durată 57–68 min                                         | Nr.stații 58                                             | Material rulant —                                                                              | Zile de funcționare Luni – vineri                        | Ziua / Seara / Noaptea / Sărbători Da / Nu / Nu / Nu     | Călători/An 0                                            | Depouri Mons Voyages Nicolay                             |                                                          |
| Traseu: Binche SNCB – Mont-Sainte-Geneviève – Lobbes SNCB – Merbes-Sainte-Marie Carrefour – Estinnes-au-Mont Piață  |                                                          |                                                          |                                                          |                                                                                                |                                                          |                                                          |                                                          |                                                          |                                                          |
| Altele: • Această linie are un traseu diferit în funcție de zi și de oră.                                           |                                                          |                                                          |                                                          |                                                                                                |                                                          |                                                          |                                                          |                                                          |                                                          |
| 134/ | Mons ↔ Erquelinnes terminus parțial / Beaumont           | Mons ↔ Erquelinnes terminus parțial / Beaumont           | Mons ↔ Erquelinnes terminus parțial / Beaumont           | Mons ↔ Erquelinnes terminus parțial / Beaumont                                                 | Mons ↔ Erquelinnes terminus parțial / Beaumont           | Mons ↔ Erquelinnes terminus parțial / Beaumont           | Mons ↔ Erquelinnes terminus parțial / Beaumont           | Mons ↔ Erquelinnes terminus parțial / Beaumont           | Mons ↔ Erquelinnes terminus parțial / Beaumont           |
| Deschidere / închidere – / –                                                                                        | Lungime —                                                | Durată 43–77 min                                         | Nr.stații 41–94                                          | Material rulant —                                                                              | Zile de funcționare Luni – sâmbătă                       | Ziua / Seara / Noaptea / Sărbători Da / Nu / Nu / Nu     | Călători/An 0                                            | Depouri Mons Voyages Nicolay                             |                                                          |
| Traseu: Mons SNCB – Spiennes – Givry Bascule – Erquelinnes SNCB / Beaumont Athénée                                  |                                                          |                                                          |                                                          |                                                                                                |                                                          |                                                          |                                                          |                                                          |                                                          |
| Altele: • Această linie are un traseu diferit în funcție de zi și de oră.                                           |                                                          |                                                          |                                                          |                                                                                                |                                                          |                                                          |                                                          |                                                          |                                                          |
| 30 | Anderlues ↔ Strépy-Bracquegnies terminus parțial / Thieu | Anderlues ↔ Strépy-Bracquegnies terminus parțial / Thieu | Anderlues ↔ Strépy-Bracquegnies terminus parțial / Thieu | Anderlues ↔ Strépy-Bracquegnies terminus parțial / Thieu                                       | Anderlues ↔ Strépy-Bracquegnies terminus parțial / Thieu | Anderlues ↔ Strépy-Bracquegnies terminus parțial / Thieu | Anderlues ↔ Strépy-Bracquegnies terminus parțial / Thieu | Anderlues ↔ Strépy-Bracquegnies terminus parțial / Thieu | Anderlues ↔ Strépy-Bracquegnies terminus parțial / Thieu |
| Deschidere / închidere – / –                                                                                        | Lungime —                                                | Durată 69–81 min                                         | Nr.stații 48–56                                          | Material rulant Mercedes-Benz Citaro G C2 Van Hool A330                                        | Zile de funcționare Luni – duminică                      | Ziua / Seara / Noaptea / Sărbători Da / Nu / Nu / Da     | Călători/An 0                                            | Depouri La Louvière                                      |                                                          |
| Traseu: Anderlues Monument – Morlanwelz – Jolimont – La Louvière – Strépy-Bracquegnies Podul turnant – Strépy-Thieu |                                                          |                                                          |                                                          |                                                                                                |                                                          |                                                          |                                                          |                                                          |                                                          |
| Altele: • Această linie are un traseu diferit în funcție de zi și de oră.                                           |                                                          |                                                          |                                                          |                                                                                                |                                                          |                                                          |                                                          |                                                          |                                                          |
| 82 | Mons ↔ Trazegnies                                        | Mons ↔ Trazegnies                                        | Mons ↔ Trazegnies                                        | Mons ↔ Trazegnies                                                                              | Mons ↔ Trazegnies                                        | Mons ↔ Trazegnies                                        | Mons ↔ Trazegnies                                        | Mons ↔ Trazegnies                                        | Mons ↔ Trazegnies                                        |
| Deschidere / închidere – / –                                                                                        | Lungime —                                                | Durată 118 min                                           | Nr.stații 92                                             | Material rulant Van Hool A330 VDL Jonckheere Citéa Van Hool NewAG300 Mercedes-Benz Citaro G C2 | Zile de funcționare Luni – duminică                      | Ziua / Seara / Noaptea / Sărbători Da / Da / Nu / Da     | Călători/An 0                                            | Depouri La Louvière Mons                                 |                                                          |
| Traseu: Mons SNCB – Havré – La Louvière – Jolimont – Morlanwelz – Trazegnies                                        |                                                          |                                                          |                                                          |                                                                                                |                                                          |                                                          |                                                          |                                                          |                                                          |
| Altele: • Această linie are un traseu diferit în funcție de zi și de oră.                                           |                                                          |                                                          |                                                          |                                                                                                |                                                          |                                                          |                                                          |                                                          |                                                          |
| 136 | Anderlues ↔ La Hestre                                    | Anderlues ↔ La Hestre                                    | Anderlues ↔ La Hestre                                    | Anderlues ↔ La Hestre                                                                          | Anderlues ↔ La Hestre                                    | Anderlues ↔ La Hestre                                    | Anderlues ↔ La Hestre                                    | Anderlues ↔ La Hestre                                    | Anderlues ↔ La Hestre                                    |
| Deschidere / închidere – / –                                                                                        | Lungime —                                                | Durată 67 min                                            | Nr.stații 69                                             | Material rulant Mercedes-Benz Citaro G C2                                                      | Zile de funcționare Luni – duminică                      | Ziua / Seara / Noaptea / Sărbători Da / Da / Nu / Da     | Călători/An 0                                            | Depouri La Louvière                                      |                                                          |
| Traseu: Anderlues Monument – Binche – Trivières – La Louvière – La Hestre Cité Nazareth                             |                                                          |                                                          |                                                          |                                                                                                |                                                          |                                                          |                                                          |                                                          |                                                          |
| Altele: • Această linie are un traseu diferit în funcție de zi și de oră.                                           |                                                          |                                                          |                                                          |                                                                                                |                                                          |                                                          |                                                          |                                                          |                                                          |
| 167 | La Louvière ↔ Godarville terminus parțial / Luttre       | La Louvière ↔ Godarville terminus parțial / Luttre       | La Louvière ↔ Godarville terminus parțial / Luttre       | La Louvière ↔ Godarville terminus parțial / Luttre                                             | La Louvière ↔ Godarville terminus parțial / Luttre       | La Louvière ↔ Godarville terminus parțial / Luttre       | La Louvière ↔ Godarville terminus parțial / Luttre       | La Louvière ↔ Godarville terminus parțial / Luttre       | La Louvière ↔ Godarville terminus parțial / Luttre       |
| Deschidere / închidere – / –                                                                                        | Lungime —                                                | Durată 49–93 min                                         | Nr.stații 39–63                                          | Material rulant VDL Jonckheere Citéa                                                           | Zile de funcționare Luni – duminică                      | Ziua / Seara / Noaptea / Sărbători Da / Da / Nu / Da     | Călători/An 0                                            | Depouri La Louvière                                      |                                                          |
| Traseu: La Louvière Sud SNCB, Centre SNCB – Chapelle-lez-Herlaimont – Godarville / Luttre SNCB                      |                                                          |                                                          |                                                          |                                                                                                |                                                          |                                                          |                                                          |                                                          |                                                          |
| Altele: • Această linie are un traseu diferit în funcție de zi și de oră.                                           |                                                          |                                                          |                                                          |                                                                                                |                                                          |                                                          |                                                          |                                                          |                                                          |

#### Linii exploatate de TEC Namur-Luxembourg
| Linie | Caracteristici                                                                           | Caracteristici                                                                           | Caracteristici                                                                           | Caracteristici | Caracteristici                                                                           | Caracteristici                                                                           | Caracteristici                                                                           | Caracteristici                                                                           | Caracteristici                                                                           |
| 10 | Namur ↔ Châtelineau                                                                      | Namur ↔ Châtelineau                                                                      | Namur ↔ Châtelineau                                                                      | Namur ↔ Châtelineau | Namur ↔ Châtelineau                                                                      | Namur ↔ Châtelineau                                                                      | Namur ↔ Châtelineau                                                                      | Namur ↔ Châtelineau                                                                      | Namur ↔ Châtelineau                                                                      |
| --- | ---------------------------------------------------------------------------------------- | ---------------------------------------------------------------------------------------- | ---------------------------------------------------------------------------------------- | --- | ---------------------------------------------------------------------------------------- | ---------------------------------------------------------------------------------------- | ---------------------------------------------------------------------------------------- | ---------------------------------------------------------------------------------------- | ---------------------------------------------------------------------------------------- |
| Deschidere / închidere – / – | Lungime 33 km                                                                            | Durată 55 min                                                                            | Nr.stații 57                                                                             | Material rulant VDL-Jonckheere Transit 2000 VDL-Jonckheere Transit 2000 G VDL Bus & Coach Citea CLF120 Mercedes Citaro G II | Zile de funcționare Luni – duminică                                                      | Ziua / Seara / Noaptea / Sărbători Da / Da / Nu / Da                                     | Călători/An 0                                                                            | Depouri Bauce Mehaigne Onoz Autobus Latour S.A.                                          |                                                                                          |
| Traseu: Namur SNCB – Malonne Port – Floreffe Gară – Fosses-la-Ville Quatre-Bras – Le Roux Centru – Châtelet Justice – Châtelineau SNCB |                                                                                          |                                                                                          |                                                                                          | |                                                                                          |                                                                                          |                                                                                          |                                                                                          |                                                                                          |
| Altele: • Această linie are un traseu diferit în funcție de zi și de oră. • Accesul în Floreffe se face prin N90 în timpul unor evenimente locale precum festivalurile sau piețele de vechituri care împiedică circulația prin centrul localității. • Traseul spre Châtelineau a fost modificat începând cu 17 august 2016, ca urmare a inaugurării sensului unic pe strada Emile Romedenne din Floreffe. Stația din centrul civic al localității Floreffe a fost deplasată la piață. |                                                                                          |                                                                                          |                                                                                          | |                                                                                          |                                                                                          |                                                                                          |                                                                                          |                                                                                          |
| 59/1 | Pesche terminus parțial / Couvin ↔ Cul-des-Sarts terminus parțial / Chimay               | Pesche terminus parțial / Couvin ↔ Cul-des-Sarts terminus parțial / Chimay               | Pesche terminus parțial / Couvin ↔ Cul-des-Sarts terminus parțial / Chimay               | Pesche terminus parțial / Couvin ↔ Cul-des-Sarts terminus parțial / Chimay                                                  | Pesche terminus parțial / Couvin ↔ Cul-des-Sarts terminus parțial / Chimay               | Pesche terminus parțial / Couvin ↔ Cul-des-Sarts terminus parțial / Chimay               | Pesche terminus parțial / Couvin ↔ Cul-des-Sarts terminus parțial / Chimay               | Pesche terminus parțial / Couvin ↔ Cul-des-Sarts terminus parțial / Chimay               | Pesche terminus parțial / Couvin ↔ Cul-des-Sarts terminus parțial / Chimay               |
| Deschidere / închidere – / – | Lungime —                                                                                | Durată 38–63 min                                                                         | Nr.stații 27–67                                                                          | Material rulant — | Zile de funcționare Luni – vineri                                                        | Ziua / Seara / Noaptea / Sărbători Da / Nu / Nu / Nu                                     | Călători/An 0                                                                            | Depouri Mariembourg                                                                      |                                                                                          |
| Traseu: Pesche Couvent – Couvin SNCB – Brûly-de-Pesche SNCV – Cul-des-Sarts Moară – Rièzes Biserică – Chimay Gară |                                                                                          |                                                                                          |                                                                                          | |                                                                                          |                                                                                          |                                                                                          |                                                                                          |                                                                                          |
| Altele: • Această linie are un traseu diferit în funcție de zi și de oră. |                                                                                          |                                                                                          |                                                                                          | |                                                                                          |                                                                                          |                                                                                          |                                                                                          |                                                                                          |
| 60/1 | Chimay ↔ Couvin                                                                          | Chimay ↔ Couvin                                                                          | Chimay ↔ Couvin                                                                          | Chimay ↔ Couvin | Chimay ↔ Couvin                                                                          | Chimay ↔ Couvin                                                                          | Chimay ↔ Couvin                                                                          | Chimay ↔ Couvin                                                                          | Chimay ↔ Couvin                                                                          |
| Deschidere / închidere – / – | Lungime —                                                                                | Durată 49 min                                                                            | Nr.stații 37                                                                             | Material rulant — | Zile de funcționare Luni – duminică                                                      | Ziua / Seara / Noaptea / Sărbători Da / Nu / Nu / Da                                     | Călători/An 0                                                                            | Depouri Mariembourg                                                                      |                                                                                          |
| Traseu: Chimay Gară, Spital – Baileux Zoning – Presgaux Sat – Dailly Piață – Pesche Mănăstire – Couvin SNCB |                                                                                          |                                                                                          |                                                                                          | |                                                                                          |                                                                                          |                                                                                          |                                                                                          |                                                                                          |
| Altele: • Această linie are un traseu diferit în funcție de zi și de oră. |                                                                                          |                                                                                          |                                                                                          | |                                                                                          |                                                                                          |                                                                                          |                                                                                          |                                                                                          |
| 111a | Thuillies ↔ Laneffe terminus alternativ / Walcourt                                       | Thuillies ↔ Laneffe terminus alternativ / Walcourt                                       | Thuillies ↔ Laneffe terminus alternativ / Walcourt                                       | Thuillies ↔ Laneffe terminus alternativ / Walcourt                                                                          | Thuillies ↔ Laneffe terminus alternativ / Walcourt                                       | Thuillies ↔ Laneffe terminus alternativ / Walcourt                                       | Thuillies ↔ Laneffe terminus alternativ / Walcourt                                       | Thuillies ↔ Laneffe terminus alternativ / Walcourt                                       | Thuillies ↔ Laneffe terminus alternativ / Walcourt                                       |
| Deschidere / închidere 3 octombrie 1960 / – | Lungime —                                                                                | Durată 12–36 min                                                                         | Nr.stații 12–32                                                                          | Material rulant — | Zile de funcționare Luni – vineri                                                        | Ziua / Seara / Noaptea / Sărbători Da / Nu / Nu / Nu                                     | Călători/An 0                                                                            | Depouri Florennes Sophibus S.A.                                                          |                                                                                          |
| Traseu: Thuillies Poștă – Berzée Gară / Thy-le-Château Gară / Somzée Biserică – Laneffe – Walcourt SNCB, Bazilică |                                                                                          |                                                                                          |                                                                                          | |                                                                                          |                                                                                          |                                                                                          |                                                                                          |                                                                                          |
| Altele: • Această linie are un traseu diferit în funcție de zi și de oră. |                                                                                          |                                                                                          |                                                                                          | |                                                                                          |                                                                                          |                                                                                          |                                                                                          |                                                                                          |
| 111b | Walcourt ↔ Gerpinnes                                                                     | Walcourt ↔ Gerpinnes                                                                     | Walcourt ↔ Gerpinnes                                                                     | Walcourt ↔ Gerpinnes | Walcourt ↔ Gerpinnes                                                                     | Walcourt ↔ Gerpinnes                                                                     | Walcourt ↔ Gerpinnes                                                                     | Walcourt ↔ Gerpinnes                                                                     | Walcourt ↔ Gerpinnes                                                                     |
| Deschidere / închidere 3 octombrie 1960 / – | Lungime —                                                                                | Durată 23 min                                                                            | Nr.stații 20                                                                             | Material rulant — | Zile de funcționare Luni – vineri                                                        | Ziua / Seara / Noaptea / Sărbători Da / Nu / Nu / Nu                                     | Călători/An 0                                                                            | Depouri Sophibus S.A.                                                                    |                                                                                          |
| Traseu: Walcourt SNCB – Thy-le-Château SNCB – Somzée Biserică – Gerpinnes Liceu |                                                                                          |                                                                                          |                                                                                          | |                                                                                          |                                                                                          |                                                                                          |                                                                                          |                                                                                          |
| Altele: • Această linie circulă doar în timpul anului școlar. |                                                                                          |                                                                                          |                                                                                          | |                                                                                          |                                                                                          |                                                                                          |                                                                                          |                                                                                          |
| 136d | Florennes / Philippeville ↔ Rance / Chimay                                               | Florennes / Philippeville ↔ Rance / Chimay                                               | Florennes / Philippeville ↔ Rance / Chimay                                               | Florennes / Philippeville ↔ Rance / Chimay                                                                                  | Florennes / Philippeville ↔ Rance / Chimay                                               | Florennes / Philippeville ↔ Rance / Chimay                                               | Florennes / Philippeville ↔ Rance / Chimay                                               | Florennes / Philippeville ↔ Rance / Chimay                                               | Florennes / Philippeville ↔ Rance / Chimay                                               |
| Deschidere / închidere 3 octombrie 1960 / – | Lungime —                                                                                | Durată 69 min                                                                            | Nr.stații 38                                                                             | Material rulant — | Zile de funcționare Luni – vineri                                                        | Ziua / Seara / Noaptea / Sărbători Da / Nu / Nu / Nu                                     | Călători/An 0                                                                            | Depouri Florennes Sophibus S.A.                                                          |                                                                                          |
| Traseu: - Florennes Gară – Philippeville Rue de la Reine – Villers-Deux-Églises Biserică – Cerfontaine Piață – Rance Piața Albert I / Chimay Gară - Florennes Gară – Jamagne – Philippeville Rue de la Reine |                                                                                          |                                                                                          |                                                                                          | |                                                                                          |                                                                                          |                                                                                          |                                                                                          |                                                                                          |
| Altele: • Această linie are un traseu diferit în funcție de zi și de oră. • Sectorul Chimay-Cerfontaine este deservit de subcontractorul Liénard. |                                                                                          |                                                                                          |                                                                                          | |                                                                                          |                                                                                          |                                                                                          |                                                                                          |                                                                                          |
| 137 | Acoz ↔ Mettet                                                                            | Acoz ↔ Mettet                                                                            | Acoz ↔ Mettet                                                                            | Acoz ↔ Mettet | Acoz ↔ Mettet                                                                            | Acoz ↔ Mettet                                                                            | Acoz ↔ Mettet                                                                            | Acoz ↔ Mettet                                                                            | Acoz ↔ Mettet                                                                            |
| Deschidere / închidere 5 octombrie 1954 / – | Lungime —                                                                                | Durată 22 min                                                                            | Nr.stații 26                                                                             | Material rulant Regie proprie: Vanhool New A330 Latour Mercedes Citaro                                                      | Zile de funcționare Luni – duminică                                                      | Ziua / Seara / Noaptea / Sărbători Da / Da / Nu / Da                                     | Călători/An 0                                                                            | Depouri Bauce Florennes Autobus Latour S.A.                                              |                                                                                          |
| Traseu: Acoz Gară – Villers-Poterie Figotterie – Biesme Carrefour – Pontaury Garaj Latour – Mettet Piață |                                                                                          |                                                                                          |                                                                                          | |                                                                                          |                                                                                          |                                                                                          |                                                                                          |                                                                                          |
| Altele: • Această linie are un traseu diferit în funcție de zi și de oră. |                                                                                          |                                                                                          |                                                                                          | |                                                                                          |                                                                                          |                                                                                          |                                                                                          |                                                                                          |
| 137d | Gerpinnes ↔ Laneffe                                                                      | Gerpinnes ↔ Laneffe                                                                      | Gerpinnes ↔ Laneffe                                                                      | Gerpinnes ↔ Laneffe | Gerpinnes ↔ Laneffe                                                                      | Gerpinnes ↔ Laneffe                                                                      | Gerpinnes ↔ Laneffe                                                                      | Gerpinnes ↔ Laneffe                                                                      | Gerpinnes ↔ Laneffe                                                                      |
| Deschidere / închidere 5 octombrie 1954 / – | Lungime —                                                                                | Durată 21 min                                                                            | Nr.stații 21                                                                             | Material rulant — | Zile de funcționare Luni – vineri                                                        | Ziua / Seara / Noaptea / Sărbători Da / Da / Nu / Nu                                     | Călători/An 0                                                                            | Depouri Florennes Autobus Latour S.A.                                                    |                                                                                          |
| Traseu: Gerpinnes Liceu, Flaches – Tarcienne Carrefour – Somzée Biserică – Laneffe Gadin |                                                                                          |                                                                                          |                                                                                          | |                                                                                          |                                                                                          |                                                                                          |                                                                                          |                                                                                          |
| Altele: • Această linie circulă doar în timpul anului școlar. |                                                                                          |                                                                                          |                                                                                          | |                                                                                          |                                                                                          |                                                                                          |                                                                                          |                                                                                          |
| 138b | Charleroi ↔ Florennes                                                                    | Charleroi ↔ Florennes                                                                    | Charleroi ↔ Florennes                                                                    | Charleroi ↔ Florennes | Charleroi ↔ Florennes                                                                    | Charleroi ↔ Florennes                                                                    | Charleroi ↔ Florennes                                                                    | Charleroi ↔ Florennes                                                                    | Charleroi ↔ Florennes                                                                    |
| Deschidere / închidere 5 octombrie 1960 / – | Lungime —                                                                                | Durată 52 min                                                                            | Nr.stații 40                                                                             | Material rulant Regie proprie: Vanhool New A330 Jonckheere S2000T Latour Mercedes Citaro                                    | Zile de funcționare Luni – duminică                                                      | Ziua / Seara / Noaptea / Sărbători Da / Da / Nu / Da                                     | Călători/An 0                                                                            | Depouri Florennes Autobus Latour S.A. Sophibus S.A.                                      |                                                                                          |
| Traseu: Charleroi – Couillet 4-Bras – Acoz Gară – Gerpinnes Liceu – Hanzinne Piață – Saint-Aubin Grand'route – Florennes Gară |                                                                                          |                                                                                          |                                                                                          | |                                                                                          |                                                                                          |                                                                                          |                                                                                          |                                                                                          |
| Altele: • Această linie are un traseu diferit în funcție de zi și de oră. |                                                                                          |                                                                                          |                                                                                          | |                                                                                          |                                                                                          |                                                                                          |                                                                                          |                                                                                          |
| 237 | Châtelineau ↔ Acoz terminus parțial / Fromiée Cabine                                     | Châtelineau ↔ Acoz terminus parțial / Fromiée Cabine                                     | Châtelineau ↔ Acoz terminus parțial / Fromiée Cabine                                     | Châtelineau ↔ Acoz terminus parțial / Fromiée Cabine                                                                        | Châtelineau ↔ Acoz terminus parțial / Fromiée Cabine                                     | Châtelineau ↔ Acoz terminus parțial / Fromiée Cabine                                     | Châtelineau ↔ Acoz terminus parțial / Fromiée Cabine                                     | Châtelineau ↔ Acoz terminus parțial / Fromiée Cabine                                     | Châtelineau ↔ Acoz terminus parțial / Fromiée Cabine                                     |
| Deschidere / închidere – / – | Lungime —                                                                                | Durată 13–22 min                                                                         | Nr.stații 13–25                                                                          | Material rulant Regie proprie: Vanhool New A330 Latour Mercedes Citaro                                                      | Zile de funcționare Luni – sâmbătă                                                       | Ziua / Seara / Noaptea / Sărbători Da / Da / Nu / Nu                                     | Călători/An 0                                                                            | Depouri Florennes Sophibus S.A.                                                          |                                                                                          |
| Traseu: Châtelineau Gară – Bouffioulx Gară / Villers-Poterie Figotterie - Acoz Gară - Gerpinnes Liceu - Fromiée |                                                                                          |                                                                                          |                                                                                          | |                                                                                          |                                                                                          |                                                                                          |                                                                                          |                                                                                          |
| Altele: • Această linie are un traseu diferit în funcție de zi și de oră. |                                                                                          |                                                                                          |                                                                                          | |                                                                                          |                                                                                          |                                                                                          |                                                                                          |                                                                                          |
| 451 | Charleroi-Sud ↔ Philippeville terminus parțial / Neuville terminus parțial / Couvin SNCB | Charleroi-Sud ↔ Philippeville terminus parțial / Neuville terminus parțial / Couvin SNCB | Charleroi-Sud ↔ Philippeville terminus parțial / Neuville terminus parțial / Couvin SNCB | Charleroi-Sud ↔ Philippeville terminus parțial / Neuville terminus parțial / Couvin SNCB                                    | Charleroi-Sud ↔ Philippeville terminus parțial / Neuville terminus parțial / Couvin SNCB | Charleroi-Sud ↔ Philippeville terminus parțial / Neuville terminus parțial / Couvin SNCB | Charleroi-Sud ↔ Philippeville terminus parțial / Neuville terminus parțial / Couvin SNCB | Charleroi-Sud ↔ Philippeville terminus parțial / Neuville terminus parțial / Couvin SNCB | Charleroi-Sud ↔ Philippeville terminus parțial / Neuville terminus parțial / Couvin SNCB |
| Deschidere / închidere – / – | Lungime —                                                                                | Durată 53–59–80 min                                                                      | Nr.stații 36–43–60                                                                       | Material rulant Regie proprie: Iveco Crossway LE Scania Omnilink II                                                         | Zile de funcționare Luni – duminică                                                      | Ziua / Seara / Noaptea / Sărbători Da / Da / Nu / Da                                     | Călători/An 0                                                                            | Depouri Florennes Autobus Latour S.A. Sophibus S.A.                                      |                                                                                          |
| Traseu: Charleroi-Sud – Couillet 4-Bras - Acoz Gară - Gerpinnes Bertransart - Philippeville Rue de la Reine / Neuville Biserică - Yves-Gomezée St-Lambert Gară - Frasnes-lez-Couvin Monument - Couvin SNCB |                                                                                          |                                                                                          |                                                                                          | |                                                                                          |                                                                                          |                                                                                          |                                                                                          |                                                                                          |
| Altele: • Această linie are un traseu diferit în funcție de zi și de oră. |                                                                                          |                                                                                          |                                                                                          | |                                                                                          |                                                                                          |                                                                                          |                                                                                          |                                                                                          |

## Depouri și material rulant

### Depouri și centre de întreținere
Direcția Charleroi dispune de 4 depouri și de 2 centre de întreținere. Acestea sunt situate în:
| Depouri                       | Autobuze (A) Tramvaie (T) | Atelier | Centre de întreținere | Coordonate                                    |
| ----------------------------- | ------------------------- | ------- | --------------------- | --------------------------------------------- |
| Anderlues                     | A, T                      | O       | O                     | 50°24′05″N 4°16′57″E / 50.401387°N 4.282629°E |
| Montigies-sur-Sambre (Genson) | A                         |         | O                     | 50°25′19″N 4°28′05″E / 50.422015°N 4.468164°E |
| Jumet                         | A, T                      |         | O                     | 50°27′05″N 4°26′07″E / 50.451422°N 4.435402°E |
| Nalinnes                      | A                         | O       |                       | 50°19′37″N 4°26′33″E / 50.326999°N 4.442428°E |

### Material rulant
Parcul auto număra 345 de vehicule în 2019, din care 271 de autobuze standard, 13 autobuze articulate, 15 microbuze și 46 de tramvaie.
Pe 22 iunie 2010, un incendiu accidental a distrus 22 de autobuze garate în depoul Genson. Până când i-au fost livrate autobuze noi care să le înlocuiască pe cele distruse, TEC Charleroi a trebuit să împrumute 20 de autobuze vechi de la TEC Hainaut, TEC Liège-Verviers și TEC Namur-Luxembourg, care au fost apoi radiate sau restituite proprietarilor între 2011 și 2013.

#### Microbuze
| Marcă și Model               | Bucăți | Serie       | Anul intrării în serviciu | Note            |
| ---------------------------- | ------ | ----------- | ------------------------- | --------------- |
| Iveco Bus GX 137             | 2      | 7051 & 7091 | 2019                      | Autobuze locale |
| Van Hool A308                | 2      | 7119–7120   | 2009                      |                 |
| VDL-Jonckheere Transit 2000M | 4      | 7121–7124   | 2005                      |                 |
| Irisbus GX 127               | 2      | 7125–7126   | 2007                      |                 |

#### Autobuze standard
| Marcă și Model               | Bucăți | Serie                              | Anul intrării în serviciu | Note |
| ---------------------------- | ------ | ---------------------------------- | ------------------------- | --- |
| Van Hool A330                | 24     | 7213–7215 7251–7266 7269 7270-7273 | 2011 2003 2011 2012       | Ex-TEC Namur-Luxembourg 4.313, 4.314 și 4.316 Ex-TEC Namur-Luxembourg 4.315 Ex-TEC Hainaut 3814, 3815, 3817, 3818 |
| Irisbus Agora S              | 60     | 7301–7360                          | 2005                      | |
| Van Hool newA309             | 6      | 7361–7366                          | 2011–2012                 | |
| Irisbus Citelis 12           | 45     | 7555–7599                          | 2007–2008                 | |
| Van Hool A500/2              | 85     | 7601–7685                          | 1998                      | Serie în curs de casare                                                                                           |
| VDL Bus & Coach Citea CLF120 | 59     | 7701–7759                          | 2007                      | |
| Van Hool NewA330             | 30     | 7801–7830                          | 2015                      | 7830 transferat la depoul Jumet în 2020, fiind folosit ca școală de șoferi                                        |
| Volvo 7900 Electric Hybrid   | 55     | 7901–7955                          | 2017–2018                 | |
| Solaris Urbino 12 Hybrid     | 26     | 79XX–79XX                          | 2020                      | |

#### Autobuze articulate
| Marcă și Model               | Bucăți | Serie     | Anul intrării în serviciu | Note |
| ---------------------------- | ------ | --------- | ------------------------- | --- |
| VDL-Jonckheere Transit 2000G | 3      | 7133–7135 | 2005                      | 7135 a fost transferat la TEC Namur-Luxembourg și reînmatriculat 4365, serie în curs de casare odată cu sosirea vehiculelor Mercedes Citaro G C2 Hybrid în 2021. |
| Van Hool newAG300            | 11     | 7140–7150 | 2010                      | Autobuze articulate |
| Mercedes Citaro G C2 Hybrid  | 2      | 7XXX–7XXX | 2021                      | Înlocuiesc vehiculele 7133 și 7134 |

#### Tramvaie
| Marcă și Model | Bucăți | Serie     | Anul intrării în serviciu | Note                  |
| -------------- | ------ | --------- | ------------------------- | --------------------- |
| Rame BN        | 46     | 7400–7454 | 1981–1982                 | Date valabile în 2019 |